# فهرست خورشیدگرفتگی‌های سده ۲۵ (میلادی)
این فهرست شامل خورشیدگرفتگی‌های قرن ۲۵ میلادی است که در طی سال‌های ۲۴۰۱ تا ۲۵۰۰ روی خواهند داد. در این دوره ۲۳۷ خورشیدگرفتگی رخ خواهد داد که ۸۱ مورد آن خورشیدگرفتگی جزئی، ۸۹ مورد خورشیدگرفتگی حلقه‌ای، ۶۶ مورد خورشیدگرفتگی کامل و ۱ مورد نیز خورشیدگرفتگی مرکب خواهد بود.
| تاریخ           | زمان بزرگ‌ترین گرفت | چرخهٔ ساروس | نوع    | قدر    | مدت زمان          | مکان                                            | مسیر گرفتگی            | ناحیهٔ جغرافیایی | منبع(ها) |
| --------------- | ------------------ | ---------- | ------ | ------ | ----------------- | ----------------------------------------------- | ---------------------- | --------------- | -------- |
| ۱۴ ژانویه ۲۴۰۱  | ۲۲:۱۵:۲۰           | ۱۵۷        | حلقه‌ای | ۰٫۹۷۳۵ | ۰۳ دقیقه ۰۰ ثانیه | ۱۱°۵۴′شمالی ۱۵۶°۲۴′غربی / ۱۱٫۹°شمالی ۱۵۶٫۴°غربی | ۱۱۴ کیلومتر (۷۱ مایل)  |                 | [ ۱ ]    |
| ۱۱ ژوئیه ۲۴۰۱   | ۲۱:۲۹:۲۰           | ۱۶۲        | جزئی   | ۰٫۹۶۲۰ | —                 | ۶۴°۱۲′جنوبی ۱۶۹°۵۴′غربی / ۶۴٫۲°جنوبی ۱۶۹٫۹°غربی | —                      |                 | [ ۱ ]    |
| ۵ دسامبر ۲۴۰۱   | ۲۲:۵۳:۳۷           | ۱۲۹        | جزئی   | ۰٫۱۰۴۹ | —                 | ۶۷°۳۰′جنوبی ۲۲°۲۴′شرقی / ۶۷٫۵°جنوبی ۲۲٫۴°شرقی   | —                      |                 | [ ۱ ]    |
| ۴ ژانویه ۲۴۰۲   | ۰۹:۴۲:۲۸           | ۱۶۷        | جزئی   | ۰٫۶۱۸۴ | —                 | ۶۴°۴۲′شمالی ۱۲°۱۲′شرقی / ۶۴٫۷°شمالی ۱۲٫۲°شرقی   | —                      |                 | [ ۱ ]    |
| ۱ ژوئن ۲۴۰۲     | ۰۹:۴۴:۳۸           | ۱۳۴        | جزئی   | ۰٫۸۸۳۴ | —                 | ۶۷°۴۸′شمالی ۱۳۵°۵۴′غربی / ۶۷٫۸°شمالی ۱۳۵٫۹°غربی | —                      |                 | [ ۱ ]    |
| ۲۵ نوامبر ۲۴۰۲  | ۱۴:۴۵:۴۱           | ۱۳۹        | کامل   | ۱٫۰۳۳۲ | ۰۲ دقیقه ۰۲ ثانیه | ۷۶°۱۲′جنوبی ۵۹°۳۶′غربی / ۷۶٫۲°جنوبی ۵۹٫۶°غربی   | ۲۰۲ کیلومتر (۱۲۶ مایل) |                 | [ ۱ ]    |
| ۲۱ مه ۲۴۰۳      | ۱۱:۳۶:۵۵           | ۱۴۴        | حلقه‌ای | ۰٫۹۷۰۵ | ۰۳ دقیقه ۱۰ ثانیه | ۳۶°۰۶′شمالی ۷°۲۴′شرقی / ۳۶٫۱°شمالی ۷٫۴°شرقی     | ۱۱۰ کیلومتر (۶۸ مایل)  |                 | [ ۱ ]    |
| ۱۵ نوامبر ۲۴۰۳  | ۰۳:۳۶:۲۴           | ۱۴۹        | حلقه‌ای | ۰٫۹۹۴۷ | ۰۰ دقیقه ۳۳ ثانیه | ۲۶°۴۸′جنوبی ۱۲۴°۵۴′شرقی / ۲۶٫۸°جنوبی ۱۲۴٫۹°شرقی | ۱۹ کیلومتر (۱۲ مایل)   |                 | [ ۱ ]    |
| ۹ مه ۲۴۰۴       | ۲۰:۰۵:۴۵           | ۱۵۴        | کامل   | ۱٫۰۲۱۲ | ۰۲ دقیقه ۱۴ ثانیه | ۱۱°۲۴′جنوبی ۱۱۲°۴۸′غربی / ۱۱٫۴°جنوبی ۱۱۲٫۸°غربی | ۸۳ کیلومتر (۵۲ مایل)   |                 | [ ۱ ]    |
| ۳ نوامبر ۲۴۰۴   | ۰۹:۴۴:۰۷           | ۱۵۹        | حلقه‌ای | ۰٫۹۴۳۰ | ۰۷ دقیقه ۰۵ ثانیه | ۲۰°۳۰′شمالی ۴۲°۰۰′شرقی / ۲۰٫۵°شمالی ۴۲٫۰°شرقی   | ۲۶۰ کیلومتر (۱۶۰ مایل) |                 | [ ۱ ]    |
| ۳۱ مارس ۲۴۰۵    | ۰۲:۱۸:۵۲           | ۱۲۶        | جزئی   | ۰٫۲۶۵۴ | —                 | ۷۱°۵۴′شمالی ۴۷°۵۴′شرقی / ۷۱٫۹°شمالی ۴۷٫۹°شرقی   | —                      |                 | [ ۱ ]    |
| ۲۹ آوریل ۲۴۰۵   | ۱۰:۴۳:۵۵           | ۱۶۴        | جزئی   | ۰٫۶۶۱۳ | —                 | ۷۰°۳۶′جنوبی ۶۵°۱۸′شرقی / ۷۰٫۶°جنوبی ۶۵٫۳°شرقی   | —                      |                 | [ ۱ ]    |
| ۲۳ اکتبر ۲۴۰۵   | ۰۹:۵۸:۵۵           | ۱۶۹        | جزئی   | ۰٫۴۲۶۱ | —                 | ۷۱°۱۸′شمالی ۸۳°۴۸′شرقی / ۷۱٫۳°شمالی ۸۳٫۸°شرقی   | —                      |                 | [ ۱ ]    |
| ۲۰ مارس ۲۴۰۶    | ۱۷:۵۷:۲۳           | ۱۳۶        | کامل   | ۱٫۰۲۵۸ | ۰۲ دقیقه ۰۳ ثانیه | ۴۴°۳۰′شمالی ۱۰۱°۱۸′غربی / ۴۴٫۵°شمالی ۱۰۱٫۳°غربی | ۱۲۸ کیلومتر (۸۰ مایل)  |                 | [ ۱ ]    |
| ۱۲ سپتامبر ۲۴۰۶ | ۲۱:۴۵:۲۳           | ۱۴۱        | حلقه‌ای | ۰٫۹۸۶۲ | ۰۱ دقیقه ۱۱ ثانیه | ۴۹°۳۶′جنوبی ۱۶۵°۳۰′غربی / ۴۹٫۶°جنوبی ۱۶۵٫۵°غربی | ۸۸ کیلومتر (۵۵ مایل)   |                 | [ ۱ ]    |
| ۱۰ مارس ۲۴۰۷    | ۰۴:۴۱:۴۰           | ۱۴۶        | حلقه‌ای | ۰٫۹۷۳۹ | ۰۲ دقیقه ۵۹ ثانیه | ۲°۴۲′جنوبی ۱۱۶°۰۶′شرقی / ۲٫۷°جنوبی ۱۱۶٫۱°شرقی   | ۹۳ کیلومتر (۵۸ مایل)   |                 | [ ۱ ]    |
| ۲ سپتامبر ۲۴۰۷  | ۰۹:۳۸:۲۵           | ۱۵۱        | کامل   | ۱٫۰۵۰۶ | ۰۴ دقیقه ۴۸ ثانیه | ۵°۰۶′شمالی ۳۹°۱۲′شرقی / ۵٫۱°شمالی ۳۹٫۲°شرقی     | ۱۶۸ کیلومتر (۱۰۴ مایل) |                 | [ ۱ ]    |
| ۲۷ فوریه ۲۴۰۸   | ۰۷:۵۹:۴۰           | ۱۵۶        | حلقه‌ای | ۰٫۹۲۴۹ | ۰۷ دقیقه ۲۲ ثانیه | ۵۰°۴۸′جنوبی ۸۵°۳۰′شرقی / ۵۰٫۸°جنوبی ۸۵٫۵°شرقی   | ۳۹۴ کیلومتر (۲۴۵ مایل) |                 | [ ۱ ]    |
| ۲۲ اوت ۲۴۰۸     | ۰۲:۰۷:۳۹           | ۱۶۱        | کامل   | ۱٫۰۷۲۰ | ۰۵ دقیقه ۰۰ ثانیه | ۵۲°۱۸′شمالی ۱۷۰°۰۰′شرقی / ۵۲٫۳°شمالی ۱۷۰٫۰°شرقی | ۳۱۷ کیلومتر (۱۹۷ مایل) |                 | [ ۱ ]    |
| ۱۵ فوریه ۲۴۰۹   | ۰۷:۱۲:۳۰           | ۱۶۶        | جزئی   | ۰٫۳۱۶۳ | —                 | ۷۱°۰۶′جنوبی ۱۴۹°۳۶′غربی / ۷۱٫۱°جنوبی ۱۴۹٫۶°غربی | —                      |                 | [ ۱ ]    |
| ۱۳ ژوئیه ۲۴۰۹   | ۱۰:۰۹:۳۳           | ۱۳۳        | جزئی   | ۰٫۷۱۸۶ | —                 | ۶۸°۰۶′جنوبی ۲۴°۳۶′شرقی / ۶۸٫۱°جنوبی ۲۴٫۶°شرقی   | —                      |                 | [ ۱ ]    |
| ۱۱ اوت ۲۴۰۹     | ۱۸:۳۸:۳۱           | ۱۷۱        | جزئی   | ۰٫۲۰۲۱ | —                 | ۷۰°۲۴′شمالی ۴۴°۴۸′شرقی / ۷۰٫۴°شمالی ۴۴٫۸°شرقی   | —                      |                 | [ ۱ ]    |
| ۵ ژانویه ۲۴۱۰   | ۱۹:۳۱:۳۹           | ۱۳۸        | حلقه‌ای | ۰٫۹۸۴۲ | ۰۱ دقیقه ۳۱ ثانیه | ۳۸°۴۸′شمالی ۱۰۸°۱۲′غربی / ۳۸٫۸°شمالی ۱۰۸٫۲°غربی | ۱۱۶ کیلومتر (۷۲ مایل)  |                 | [ ۱ ]    |
| ۲ ژوئیه ۲۴۱۰    | ۱۸:۴۲:۳۰           | ۱۴۳        | حلقه‌ای | ۰٫۹۷۳۵ | ۰۳ دقیقه ۲۵ ثانیه | ۱°۳۶′جنوبی ۹۴°۲۴′غربی / ۱٫۶°جنوبی ۹۴٫۴°غربی     | ۱۰۴ کیلومتر (۶۵ مایل)  |                 | [ ۱ ]    |
| ۲۶ دسامبر ۲۴۱۰  | ۰۸:۳۳:۵۸           | ۱۴۸        | کامل   | ۱٫۰۳۹۵ | ۰۳ دقیقه ۵۰ ثانیه | ۱۴°۰۶′جنوبی ۵۶°۳۶′شرقی / ۱۴٫۱°جنوبی ۵۶٫۶°شرقی   | ۱۳۴ کیلومتر (۸۳ مایل)  |                 | [ ۱ ]    |
| ۲۱ ژوئن ۲۴۱۱    | ۲۰:۳۷:۴۳           | ۱۵۳        | حلقه‌ای | ۰٫۹۴۶۷ | ۰۵ دقیقه ۴۶ ثانیه | ۴۴°۱۲′شمالی ۱۲۶°۵۴′غربی / ۴۴٫۲°شمالی ۱۲۶٫۹°غربی | ۲۱۰ کیلومتر (۱۳۰ مایل) |                 | [ ۱ ]    |
| ۱۶ دسامبر ۲۴۱۱  | ۰۰:۱۹:۰۷           | ۱۵۸        | کامل   | ۱٫۰۴۱۹ | ۰۳ دقیقه ۰۴ ثانیه | ۵۳°۳۶′جنوبی ۱۷۱°۱۲′شرقی / ۵۳٫۶°جنوبی ۱۷۱٫۲°شرقی | ۱۶۳ کیلومتر (۱۰۱ مایل) |                 | [ ۱ ]    |
| ۹ ژوئن ۲۴۱۲     | ۲۱:۴۸:۰۴           | ۱۶۳        | جزئی   | ۰٫۷۹۸۳ | —                 | ۶۵°۰۰′شمالی ۶۲°۰۶′شرقی / ۶۵٫۰°شمالی ۶۲٫۱°شرقی   | —                      |                 | [ ۱ ]    |
| ۴ دسامبر ۲۴۱۲   | ۱۴:۰۶:۳۱           | ۱۶۸        | جزئی   | ۰٫۵۷۵۱ | —                 | ۶۴°۳۰′جنوبی ۱۷۸°۴۲′غربی / ۶۴٫۵°جنوبی ۱۷۸٫۷°غربی | —                      |                 | [ ۱ ]    |
| ۳۰ آوریل ۲۴۱۳   | ۱۹:۰۳:۵۷           | ۱۳۵        | کامل   | ۱٫۰۲۷۴ | ۰۲ دقیقه ۱۳ ثانیه | ۴۰°۰۰′جنوبی ۷۵°۰۰′غربی / ۴۰٫۰°جنوبی ۷۵٫۰°غربی   | ۱۸۳ کیلومتر (۱۱۴ مایل) |                 | [ ۱ ]    |
| ۲۵ اکتبر ۲۴۱۳   | ۰۵:۱۳:۲۰           | ۱۴۰        | حلقه‌ای | ۰٫۹۲۹۸ | ۰۶ دقیقه ۴۳ ثانیه | ۴۶°۱۲′شمالی ۱۳۷°۱۸′شرقی / ۴۶٫۲°شمالی ۱۳۷٫۳°شرقی | ۶۲۸ کیلومتر (۳۹۰ مایل) |                 | [ ۱ ]    |
| ۲۰ آوریل ۲۴۱۴   | ۱۰:۳۹:۳۹           | ۱۴۵        | کامل   | ۱٫۰۶۶۱ | ۰۵ دقیقه ۳۳ ثانیه | ۵°۰۰′شمالی ۲۷°۴۲′شرقی / ۵٫۰°شمالی ۲۷٫۷°شرقی     | ۲۱۸ کیلومتر (۱۳۵ مایل) |                 | [ ۱ ]    |
| ۱۴ اکتبر ۲۴۱۴   | ۰۴:۵۸:۵۰           | ۱۵۰        | حلقه‌ای | ۰٫۹۳۵۵ | ۰۷ دقیقه ۳۴ ثانیه | ۲°۱۲′شمالی ۱۱۱°۴۸′شرقی / ۲٫۲°شمالی ۱۱۱٫۸°شرقی   | ۲۴۵ کیلومتر (۱۵۲ مایل) |                 | [ ۱ ]    |
| ۱۰ آوریل ۲۴۱۵   | ۰۲:۵۹:۳۵           | ۱۵۵        | کامل   | ۱٫۰۴۳۶ | ۰۳ دقیقه ۱۵ ثانیه | ۳۸°۵۴′شمالی ۱۱۹°۳۶′شرقی / ۳۸٫۹°شمالی ۱۱۹٫۶°شرقی | ۱۷۸ کیلومتر (۱۱۱ مایل) |                 | [ ۱ ]    |
| ۳ اکتبر ۲۴۱۵    | ۰۷:۴۷:۴۸           | ۱۶۰        | حلقه‌ای | ۰٫۹۷۳۶ | ۰۲ دقیقه ۲۷ ثانیه | ۳۱°۴۸′جنوبی ۴۷°۲۴′شرقی / ۳۱٫۸°جنوبی ۴۷٫۴°شرقی   | ۱۱۰ کیلومتر (۶۸ مایل)  |                 | [ ۱ ]    |
| ۲۹ فوریه ۲۴۱۶   | ۰۱:۱۳:۳۱           | ۱۲۷        | جزئی   | ۰٫۱۲۷۹ | —                 | ۶۱°۱۸′جنوبی ۸۶°۱۲′غربی / ۶۱٫۳°جنوبی ۸۶٫۲°غربی   | —                      |                 | [ ۱ ]    |
| ۲۹ مارس ۲۴۱۶    | ۱۵:۲۴:۵۴           | ۱۶۵        | جزئی   | ۰٫۳۴۶۶ | —                 | ۶۱°۱۲′شمالی ۱۴۲°۱۲′غربی / ۶۱٫۲°شمالی ۱۴۲٫۲°غربی | —                      |                 | [ ۱ ]    |
| ۲۳ اوت ۲۴۱۶     | ۰۹:۲۶:۳۸           | ۱۳۲        | جزئی   | ۰٫۳۴۶۸ | —                 | ۶۱°۴۸′شمالی ۱۵۵°۱۲′شرقی / ۶۱٫۸°شمالی ۱۵۵٫۲°شرقی | —                      |                 | [ ۱ ]    |
| ۲۱ سپتامبر ۲۴۱۶ | ۱۷:۵۷:۵۱           | ۱۷۰        | جزئی   | ۰٫۵۷۱۶ | —                 | ۶۱°۰۶′جنوبی ۱۷۶°۰۰′غربی / ۶۱٫۱°جنوبی ۱۷۶٫۰°غربی | —                      |                 | [ ۱ ]    |
| ۱۷ فوریه ۲۴۱۷   | ۰۲:۴۰:۴۲           | ۱۳۷        | حلقه‌ای | ۰٫۹۱۵۵ | ۰۷ دقیقه ۰۴ ثانیه | ۵۸°۱۸′جنوبی ۱۶۸°۱۸′غربی / ۵۸٫۳°جنوبی ۱۶۸٫۳°غربی | ۵۷۴ کیلومتر (۳۵۷ مایل) |                 | [ ۱ ]    |
| ۱۳ اوت ۲۴۱۷     | ۰۲:۲۸:۰۶           | ۱۴۲        | کامل   | ۱٫۰۷۲۳ | ۰۴ دقیقه ۵۵ ثانیه | ۴۸°۱۸′شمالی ۱۷۱°۲۴′شرقی / ۴۸٫۳°شمالی ۱۷۱٫۴°شرقی | ۲۹۷ کیلومتر (۱۸۵ مایل) |                 | [ ۱ ]    |
| ۶ فوریه ۲۴۱۸    | ۰۲:۰۴:۰۴           | ۱۴۷        | حلقه‌ای | ۰٫۹۳۲۲ | ۰۷ دقیقه ۴۳ ثانیه | ۲۳°۱۸′جنوبی ۱۶۰°۳۰′شرقی / ۲۳٫۳°جنوبی ۱۶۰٫۵°شرقی | ۲۵۶ کیلومتر (۱۵۹ مایل) |                 | [ ۱ ]    |
| ۲ اوت ۲۴۱۸      | ۱۸:۱۱:۱۰           | ۱۵۲        | کامل   | ۱٫۰۴۰۶ | ۰۳ دقیقه ۵۰ ثانیه | ۱۰°۵۴′شمالی ۸۹°۰۰′غربی / ۱۰٫۹°شمالی ۸۹٫۰°غربی   | ۱۳۷ کیلومتر (۸۵ مایل)  |                 | [ ۱ ]    |
| ۲۶ ژانویه ۲۴۱۹  | ۰۶:۴۴:۳۷           | ۱۵۷        | حلقه‌ای | ۰٫۹۷۷۰ | ۰۲ دقیقه ۳۰ ثانیه | ۱۳°۱۲′شمالی ۷۵°۱۲′شرقی / ۱۳٫۲°شمالی ۷۵٫۲°شرقی   | ۹۸ کیلومتر (۶۱ مایل)   |                 | [ ۱ ]    |
| ۲۳ ژوئیه ۲۴۱۹   | ۰۴:۱۶:۴۵           | ۱۶۲        | حلقه‌ای | ۰٫۹۷۵۳ | ۰۲ دقیقه ۱۷ ثانیه | ۴۵°۳۶′جنوبی ۹۸°۱۲′شرقی / ۴۵٫۶°جنوبی ۹۸٫۲°شرقی   | ۲۴۲ کیلومتر (۱۵۰ مایل) |                 | [ ۱ ]    |
| ۱۷ دسامبر ۲۴۱۹  | ۰۷:۴۰:۰۷           | ۱۲۹        | جزئی   | ۰٫۰۹۲۵ | —                 | ۶۶°۳۰′جنوبی ۱۱۹°۴۲′غربی / ۶۶٫۵°جنوبی ۱۱۹٫۷°غربی | —                      |                 | [ ۱ ]    |
| ۱۵ ژانویه ۲۴۲۰  | ۱۸:۳۰:۳۹           | ۱۶۷        | جزئی   | ۰٫۶۲۹۸ | —                 | ۶۳°۴۸′شمالی ۱۲۹°۱۲′غربی / ۶۳٫۸°شمالی ۱۲۹٫۲°غربی | —                      |                 | [ ۱ ]    |
| ۱۱ ژوئن ۲۴۲۰    | ۱۶:۱۷:۰۲           | ۱۳۴        | جزئی   | ۰٫۷۴۷۰ | —                 | ۶۶°۴۸′شمالی ۱۱۵°۳۶′شرقی / ۶۶٫۸°شمالی ۱۱۵٫۶°شرقی | —                      |                 | [ ۱ ]    |
| ۵ دسامبر ۲۴۲۰   | ۲۳:۲۳:۵۲           | ۱۳۹        | کامل   | ۱٫۰۲۹۰ | ۰۱ دقیقه ۴۴ ثانیه | ۸۰°۱۲′جنوبی ۱۷۴°۰۰′غربی / ۸۰٫۲°جنوبی ۱۷۴٫۰°غربی | ۱۸۵ کیلومتر (۱۱۵ مایل) |                 | [ ۱ ]    |
| ۳۱ مه ۲۴۲۱      | ۱۸:۳۲:۵۹           | ۱۴۴        | حلقه‌ای | ۰٫۹۷۵۰ | ۰۲ دقیقه ۳۲ ثانیه | ۴۲°۲۴′شمالی ۹۵°۰۰′غربی / ۴۲٫۴°شمالی ۹۵٫۰°غربی   | ۹۵ کیلومتر (۵۹ مایل)   |                 | [ ۱ ]    |
| ۲۵ نوامبر ۲۴۲۱  | ۱۱:۵۱:۴۱           | ۱۴۹        | حلقه‌ای | ۰٫۹۸۹۳ | ۰۱ دقیقه ۰۶ ثانیه | ۳۰°۲۴′جنوبی ۲°۲۴′شرقی / ۳۰٫۴°جنوبی ۲٫۴°شرقی     | ۳۸ کیلومتر (۲۴ مایل)   |                 | [ ۱ ]    |
| ۲۱ مه ۲۴۲۲      | ۰۳:۳۴:۵۱           | ۱۵۴        | کامل   | ۱٫۰۲۷۵ | ۰۲ دقیقه ۵۶ ثانیه | ۵°۰۰′جنوبی ۱۳۳°۰۶′شرقی / ۵٫۰°جنوبی ۱۳۳٫۱°شرقی   | ۱۰۳ کیلومتر (۶۴ مایل)  |                 | [ ۱ ]    |
| ۱۴ نوامبر ۲۴۲۲  | ۱۷:۲۷:۴۰           | ۱۵۹        | حلقه‌ای | ۰٫۹۳۸۶ | ۰۸ دقیقه ۰۱ ثانیه | ۱۵°۵۴′شمالی ۷۵°۴۸′غربی / ۱۵٫۹°شمالی ۷۵٫۸°غربی   | ۲۷۵ کیلومتر (۱۷۱ مایل) |                 | [ ۱ ]    |
| ۱۱ آوریل ۲۴۲۳   | ۱۰:۳۲:۴۰           | ۱۲۶        | جزئی   | ۰٫۱۹۷۰ | —                 | ۷۱°۳۶′شمالی ۸۹°۰۶′غربی / ۷۱٫۶°شمالی ۸۹٫۱°غربی   | —                      |                 | [ ۱ ]    |
| ۱۰ مه ۲۴۲۳      | ۱۸:۳۵:۱۷           | ۱۶۴        | جزئی   | ۰٫۷۶۴۷ | —                 | ۶۹°۴۲′جنوبی ۶۴°۴۸′غربی / ۶۹٫۷°جنوبی ۶۴٫۸°غربی   | —                      |                 | [ ۱ ]    |
| ۳ نوامبر ۲۴۲۳   | ۱۷:۲۴:۵۱           | ۱۶۹        | جزئی   | ۰٫۴۸۸۷ | —                 | ۷۰°۳۰′شمالی ۴۰°۳۰′غربی / ۷۰٫۵°شمالی ۴۰٫۵°غربی   | —                      |                 | [ ۱ ]    |
| ۳۱ مارس ۲۴۲۴    | ۰۲:۱۰:۱۰           | ۱۳۶        | کامل   | ۱٫۰۲۵۴ | ۰۱ دقیقه ۵۵ ثانیه | ۵۱°۱۸′شمالی ۱۳۱°۵۴′شرقی / ۵۱٫۳°شمالی ۱۳۱٫۹°شرقی | ۱۳۳ کیلومتر (۸۳ مایل)  |                 | [ ۱ ]    |
| ۲۳ سپتامبر ۲۴۲۴ | ۰۵:۰۹:۴۶           | ۱۴۱        | حلقه‌ای | ۰٫۹۸۵۳ | ۰۱ دقیقه ۰۸ ثانیه | ۵۸°۳۶′جنوبی ۷۴°۰۶′شرقی / ۵۸٫۶°جنوبی ۷۴٫۱°شرقی   | ۱۱۴ کیلومتر (۷۱ مایل)  |                 | [ ۱ ]    |
| ۲۰ مارس ۲۴۲۵    | ۱۲:۴۱:۱۲           | ۱۴۶        | حلقه‌ای | ۰٫۹۷۳۵ | ۰۳ دقیقه ۰۲ ثانیه | ۳°۰۶′شمالی ۴°۴۲′غربی / ۳٫۱°شمالی ۴٫۷°غربی       | ۹۵ کیلومتر (۵۹ مایل)   |                 | [ ۱ ]    |
| ۱۲ سپتامبر ۲۴۲۵ | ۱۷:۱۸:۰۷           | ۱۵۱        | کامل   | ۱٫۰۵۰۷ | ۰۴ دقیقه ۴۷ ثانیه | ۲°۱۸′جنوبی ۷۷°۳۰′غربی / ۲٫۳°جنوبی ۷۷٫۵°غربی     | ۱۶۹ کیلومتر (۱۰۵ مایل) |                 | [ ۱ ]    |
| ۹ مارس ۲۴۲۶     | ۱۵:۴۴:۴۵           | ۱۵۶        | حلقه‌ای | ۰٫۹۲۶۲ | ۰۷ دقیقه ۳۸ ثانیه | ۴۴°۴۲′جنوبی ۳۲°۳۰′غربی / ۴۴٫۷°جنوبی ۳۲٫۵°غربی   | ۳۷۴ کیلومتر (۲۳۲ مایل) |                 | [ ۱ ]    |
| ۲ سپتامبر ۲۴۲۶  | ۰۹:۴۸:۴۷           | ۱۶۱        | کامل   | ۱٫۰۷۰۹ | ۰۵ دقیقه ۱۴ ثانیه | ۴۳°۴۸′شمالی ۵۱°۳۶′شرقی / ۴۳٫۸°شمالی ۵۱٫۶°شرقی   | ۲۹۱ کیلومتر (۱۸۱ مایل) |                 | [ ۱ ]    |
| ۲۶ فوریه ۲۴۲۷   | ۱۵:۰۳:۴۵           | ۱۶۶        | جزئی   | ۰٫۳۴۸۴ | —                 | ۷۱°۴۲′جنوبی ۷۹°۱۸′شرقی / ۷۱٫۷°جنوبی ۷۹٫۳°شرقی   | —                      |                 | [ ۱ ]    |
| ۲۴ ژوئیه ۲۴۲۷   | ۱۷:۱۸:۱۰           | ۱۳۳        | جزئی   | ۰٫۵۷۰۹ | —                 | ۶۹°۰۶′جنوبی ۹۳°۴۲′غربی / ۶۹٫۱°جنوبی ۹۳٫۷°غربی   | —                      |                 | [ ۱ ]    |
| ۲۳ اوت ۲۴۲۷     | ۰۲:۰۴:۵۱           | ۱۷۱        | جزئی   | ۰٫۳۲۲۲ | —                 | ۷۱°۰۶′شمالی ۷۹°۲۴′غربی / ۷۱٫۱°شمالی ۷۹٫۴°غربی   | —                      |                 | [ ۱ ]    |
| ۱۷ ژانویه ۲۴۲۸  | ۰۴:۰۷:۲۰           | ۱۳۸        | حلقه‌ای | ۰٫۹۸۷۰ | ۰۱ دقیقه ۱۳ ثانیه | ۴۰°۳۰′شمالی ۱۱۹°۰۶′شرقی / ۴۰٫۵°شمالی ۱۱۹٫۱°شرقی | ۹۶ کیلومتر (۶۰ مایل)   |                 | [ ۱ ]    |
| ۱۳ ژوئیه ۲۴۲۸   | ۰۱:۲۳:۵۵           | ۱۴۳        | حلقه‌ای | ۰٫۹۷۰۲ | ۰۳ دقیقه ۵۰ ثانیه | ۸°۱۸′جنوبی ۱۶۳°۵۴′شرقی / ۸٫۳°جنوبی ۱۶۳٫۹°شرقی   | ۱۲۳ کیلومتر (۷۶ مایل)  |                 | [ ۱ ]    |
| ۵ ژانویه ۲۴۲۹   | ۱۷:۲۲:۵۶           | ۱۴۸        | کامل   | ۱٫۰۴۰۴ | ۰۳ دقیقه ۵۶ ثانیه | ۱۳°۰۰′جنوبی ۷۴°۵۴′غربی / ۱۳٫۰°جنوبی ۷۴٫۹°غربی   | ۱۳۷ کیلومتر (۸۵ مایل)  |                 | [ ۱ ]    |
| ۲ ژوئیه ۲۴۲۹    | ۰۳:۰۴:۳۰           | ۱۵۳        | حلقه‌ای | ۰٫۹۴۷۶ | ۰۶ دقیقه ۰۱ ثانیه | ۳۸°۳۶′شمالی ۱۳۹°۳۶′شرقی / ۳۸٫۶°شمالی ۱۳۹٫۶°شرقی | ۲۰۰ کیلومتر (۱۲۰ مایل) |                 | [ ۱ ]    |
| ۲۶ دسامبر ۲۴۲۹  | ۰۹:۰۷:۲۰           | ۱۵۸        | کامل   | ۱٫۰۳۹۷ | ۰۲ دقیقه ۵۷ ثانیه | ۵۳°۴۲′جنوبی ۴۴°۵۴′شرقی / ۵۳٫۷°جنوبی ۴۴٫۹°شرقی   | ۱۵۵ کیلومتر (۹۶ مایل)  |                 | [ ۱ ]    |
| ۲۱ ژوئن ۲۴۳۰    | ۰۴:۲۹:۲۷           | ۱۶۳        | جزئی   | ۰٫۹۴۳۸ | —                 | ۶۶°۰۰′شمالی ۴۸°۰۰′غربی / ۶۶٫۰°شمالی ۴۸٫۰°غربی   | —                      |                 | [ ۱ ]    |
| ۱۵ دسامبر ۲۴۳۰  | ۲۲:۳۷:۲۹           | ۱۶۸        | جزئی   | ۰٫۵۸۵۷ | —                 | ۶۵°۳۰′جنوبی ۴۴°۰۰′شرقی / ۶۵٫۵°جنوبی ۴۴٫۰°شرقی   | —                      |                 | [ ۱ ]    |
| ۱۲ مه ۲۴۳۱      | ۰۲:۴۳:۳۰           | ۱۳۵        | کامل   | ۱٫۰۳۱۰ | ۰۲ دقیقه ۲۷ ثانیه | ۴۴°۴۸′جنوبی ۱۷۰°۲۴′شرقی / ۴۴٫۸°جنوبی ۱۷۰٫۴°شرقی | ۲۶۷ کیلومتر (۱۶۶ مایل) |                 | [ ۱ ]    |
| ۵ نوامبر ۲۴۳۱   | ۱۲:۴۵:۴۰           | ۱۴۰        | حلقه‌ای | ۰٫۹۲۴۲ | ۰۷ دقیقه ۱۵ ثانیه | ۴۹°۳۰′شمالی ۲۴°۳۰′شرقی / ۴۹٫۵°شمالی ۲۴٫۵°شرقی   | ۹۰۲ کیلومتر (۵۶۰ مایل) |                 | [ ۱ ]    |
| ۳۰ آوریل ۲۴۳۲   | ۱۸:۳۷:۳۱           | ۱۴۵        | کامل   | ۱٫۰۶۹۴ | ۰۵ دقیقه ۵۶ ثانیه | ۵°۴۸′شمالی ۹۱°۰۰′غربی / ۵٫۸°شمالی ۹۱٫۰°غربی     | ۲۲۹ کیلومتر (۱۴۲ مایل) |                 | [ ۱ ]    |
| ۲۴ اکتبر ۲۴۳۲   | ۱۲:۱۹:۵۸           | ۱۵۰        | حلقه‌ای | ۰٫۹۳۳۵ | ۰۸ دقیقه ۰۱ ثانیه | ۰°۴۸′شمالی ۲°۰۶′شرقی / ۰٫۸°شمالی ۲٫۱°شرقی       | ۲۵۵ کیلومتر (۱۵۸ مایل) |                 | [ ۱ ]    |
| ۲۰ آوریل ۲۴۳۳   | ۱۱:۰۱:۳۲           | ۱۵۵        | کامل   | ۱٫۰۴۴۹ | ۰۳ دقیقه ۲۱ ثانیه | ۴۰°۴۸′شمالی ۰°۵۴′شرقی / ۴۰٫۸°شمالی ۰٫۹°شرقی     | ۱۷۷ کیلومتر (۱۱۰ مایل) |                 | [ ۱ ]    |
| ۱۳ اکتبر ۲۴۳۳   | ۱۵:۲۰:۱۶           | ۱۶۰        | حلقه‌ای | ۰٫۹۷۴۲ | ۰۲ دقیقه ۲۳ ثانیه | ۳۳°۲۴′جنوبی ۶۴°۱۲′غربی / ۳۳٫۴°جنوبی ۶۴٫۲°غربی   | ۱۰۴ کیلومتر (۶۵ مایل)  |                 | [ ۱ ]    |
| ۱۱ مارس ۲۴۳۴    | ۰۹:۱۲:۴۷           | ۱۲۷        | جزئی   | ۰٫۰۸۳۷ | —                 | ۶۱°۰۶′جنوبی ۱۴۵°۳۶′شرقی / ۶۱٫۱°جنوبی ۱۴۵٫۶°شرقی | —                      |                 | [ ۱ ]    |
| ۹ آوریل ۲۴۳۴    | ۲۳:۱۵:۲۴           | ۱۶۵        | جزئی   | ۰٫۴۰۵۸ | —                 | ۶۱°۲۴′شمالی ۹۱°۴۲′شرقی / ۶۱٫۴°شمالی ۹۱٫۷°شرقی   | —                      |                 | [ ۱ ]    |
| ۳ سپتامبر ۲۴۳۴  | ۱۷:۰۴:۰۸           | ۱۳۲        | جزئی   | ۰٫۲۳۳۱ | —                 | ۶۱°۳۰′شمالی ۳۲°۱۲′شرقی / ۶۱٫۵°شمالی ۳۲٫۲°شرقی   | —                      |                 | [ ۱ ]    |
| ۳ اکتبر ۲۴۳۴    | ۰۱:۴۶:۰۳           | ۱۷۰        | جزئی   | ۰٫۶۷۰۵ | —                 | ۶۱°۰۶′جنوبی ۵۸°۳۶′شرقی / ۶۱٫۱°جنوبی ۵۸٫۶°شرقی   | —                      |                 | [ ۱ ]    |
| ۲۸ فوریه ۲۴۳۵   | ۱۰:۲۹:۴۵           | ۱۳۷        | حلقه‌ای | ۰٫۹۱۶۵ | ۰۷ دقیقه ۰۵ ثانیه | ۵۵°۲۴′جنوبی ۷۵°۰۰′شرقی / ۵۵٫۴°جنوبی ۷۵٫۰°شرقی   | ۵۹۹ کیلومتر (۳۷۲ مایل) |                 | [ ۱ ]    |
| ۲۴ اوت ۲۴۳۵     | ۱۰:۰۳:۱۲           | ۱۴۲        | کامل   | ۱٫۰۶۸۴ | ۰۴ دقیقه ۳۵ ثانیه | ۴۸°۱۲′شمالی ۶۲°۱۲′شرقی / ۴۸٫۲°شمالی ۶۲٫۲°شرقی   | ۳۰۴ کیلومتر (۱۸۹ مایل) |                 | [ ۱ ]    |
| ۱۷ فوریه ۲۴۳۶   | ۱۰:۰۵:۲۴           | ۱۴۷        | حلقه‌ای | ۰٫۹۳۵۵ | ۰۷ دقیقه ۱۲ ثانیه | ۲۰°۱۲′جنوبی ۴۱°۰۶′شرقی / ۲۰٫۲°جنوبی ۴۱٫۱°شرقی   | ۲۴۳ کیلومتر (۱۵۱ مایل) |                 | [ ۱ ]    |
| ۱۳ اوت ۲۴۳۶     | ۰۱:۲۹:۳۳           | ۱۵۲        | کامل   | ۱٫۰۳۶۱ | ۰۳ دقیقه ۲۱ ثانیه | ۱۱°۴۸′شمالی ۱۶۲°۴۸′شرقی / ۱۱٫۸°شمالی ۱۶۲٫۸°شرقی | ۱۲۲ کیلومتر (۷۶ مایل)  |                 | [ ۱ ]    |
| ۵ فوریه ۲۴۳۷    | ۱۵:۱۱:۲۵           | ۱۵۷        | حلقه‌ای | ۰٫۹۸۱۰ | ۰۱ دقیقه ۵۸ ثانیه | ۱۴°۵۴′شمالی ۵۲°۳۰′غربی / ۱۴٫۹°شمالی ۵۲٫۵°غربی   | ۷۹ کیلومتر (۴۹ مایل)   |                 | [ ۱ ]    |
| ۲ اوت ۲۴۳۷      | ۱۱:۰۶:۰۱           | ۱۶۲        | حلقه‌ای | ۰٫۹۷۴۱ | ۰۲ دقیقه ۳۳ ثانیه | ۳۷°۲۴′جنوبی ۲°۴۸′غربی / ۳۷٫۴°جنوبی ۲٫۸°غربی     | ۱۷۵ کیلومتر (۱۰۹ مایل) |                 | [ ۱ ]    |
| ۲۷ دسامبر ۲۴۳۷  | ۱۶:۲۹:۰۷           | ۱۲۹        | جزئی   | ۰٫۰۸۲۴ | —                 | ۶۵°۳۰′جنوبی ۹۸°۰۶′شرقی / ۶۵٫۵°جنوبی ۹۸٫۱°شرقی   | —                      |                 | [ ۱ ]    |
| ۲۶ ژانویه ۲۴۳۸  | ۰۳:۱۷:۳۷           | ۱۶۷        | جزئی   | ۰٫۶۴۴۱ | —                 | ۶۳°۰۰′شمالی ۹۰°۰۶′شرقی / ۶۳٫۰°شمالی ۹۰٫۱°شرقی   | —                      |                 | [ ۱ ]    |
| ۲۲ ژوئن ۲۴۳۸    | ۲۲:۴۶:۴۷           | ۱۳۴        | جزئی   | ۰٫۶۰۶۸ | —                 | ۶۵°۴۸′شمالی ۸°۱۲′شرقی / ۶۵٫۸°شمالی ۸٫۲°شرقی     | —                      |                 | [ ۱ ]    |
| ۱۷ دسامبر ۲۴۳۸  | ۰۸:۰۵:۴۰           | ۱۳۹        | کامل   | ۱٫۰۲۵۴ | ۰۱ دقیقه ۳۰ ثانیه | ۸۱°۴۲′جنوبی ۸۴°۱۸′شرقی / ۸۱٫۷°جنوبی ۸۴٫۳°شرقی   | ۱۶۸ کیلومتر (۱۰۴ مایل) |                 | [ ۱ ]    |
| ۱۲ ژوئن ۲۴۳۹    | ۰۱:۲۵:۲۲           | ۱۴۴        | حلقه‌ای | ۰٫۹۷۹۱ | ۰۱ دقیقه ۵۹ ثانیه | ۴۸°۱۲′شمالی ۱۶۵°۰۶′شرقی / ۴۸٫۲°شمالی ۱۶۵٫۱°شرقی | ۸۲ کیلومتر (۵۱ مایل)   |                 | [ ۱ ]    |
| ۶ دسامبر ۲۴۳۹   | ۲۰:۱۱:۴۷           | ۱۴۹        | حلقه‌ای | ۰٫۹۸۴۴ | ۰۱ دقیقه ۳۶ ثانیه | ۳۳°۰۰′جنوبی ۱۲۰°۳۰′غربی / ۳۳٫۰°جنوبی ۱۲۰٫۵°غربی | ۵۶ کیلومتر (۳۵ مایل)   |                 | [ ۱ ]    |
| ۳۱ مه ۲۴۴۰      | ۱۰:۵۸:۱۵           | ۱۵۴        | کامل   | ۱٫۰۳۳۴ | ۰۳ دقیقه ۳۳ ثانیه | ۱°۰۰′شمالی ۲۱°۰۰′شرقی / ۱٫۰°شمالی ۲۱٫۰°شرقی     | ۱۲۱ کیلومتر (۷۵ مایل)  |                 | [ ۱ ]    |
| ۲۵ نوامبر ۲۴۴۰  | ۰۱:۱۸:۳۹           | ۱۵۹        | حلقه‌ای | ۰٫۹۳۴۷ | ۰۸ دقیقه ۵۲ ثانیه | ۱۲°۱۲′شمالی ۱۶۴°۵۴′شرقی / ۱۲٫۲°شمالی ۱۶۴٫۹°شرقی | ۲۹۰ کیلومتر (۱۸۰ مایل) |                 | [ ۱ ]    |
| ۲۱ آوریل ۲۴۴۱   | ۱۸:۳۷:۴۹           | ۱۲۶        | جزئی   | ۰٫۱۱۴۹ | —                 | ۷۱°۰۰′شمالی ۱۳۶°۲۴′شرقی / ۷۱٫۰°شمالی ۱۳۶٫۴°شرقی | —                      |                 | [ ۱ ]    |
| ۲۱ مه ۲۴۴۱      | ۰۲:۲۰:۱۱           | ۱۶۴        | جزئی   | ۰٫۸۷۹۵ | —                 | ۶۸°۴۸′جنوبی ۱۶۷°۱۸′شرقی / ۶۸٫۸°جنوبی ۱۶۷٫۳°شرقی | —                      |                 | [ ۱ ]    |
| ۱۴ نوامبر ۲۴۴۱  | ۰۰:۵۹:۱۷           | ۱۶۹        | جزئی   | ۰٫۵۴۰۴ | —                 | ۶۹°۳۶′شمالی ۱۶۶°۱۸′غربی / ۶۹٫۶°شمالی ۱۶۶٫۳°غربی | —                      |                 | [ ۱ ]    |
| ۱۱ آوریل ۲۴۴۲   | ۱۰:۱۴:۰۴           | ۱۳۶        | کامل   | ۱٫۰۲۴۸ | ۰۱ دقیقه ۴۵ ثانیه | ۵۸°۴۲′شمالی ۶°۱۲′شرقی / ۵۸٫۷°شمالی ۶٫۲°شرقی     | ۱۴۲ کیلومتر (۸۸ مایل)  |                 | [ ۱ ]    |
| ۴ اکتبر ۲۴۴۲    | ۱۲:۴۳:۰۰           | ۱۴۱        | حلقه‌ای | ۰٫۹۸۳۸ | ۰۱ دقیقه ۰۸ ثانیه | ۶۷°۱۲′جنوبی ۵۴°۴۲′غربی / ۶۷٫۲°جنوبی ۵۴٫۷°غربی   | ۱۶۶ کیلومتر (۱۰۳ مایل) |                 | [ ۱ ]    |
| ۳۱ مارس ۲۴۴۳    | ۲۰:۳۰:۲۵           | ۱۴۶        | حلقه‌ای | ۰٫۹۷۳۴ | ۰۳ دقیقه ۰۲ ثانیه | ۹°۱۸′شمالی ۱۲۳°۰۶′غربی / ۹٫۳°شمالی ۱۲۳٫۱°غربی   | ۹۵ کیلومتر (۵۹ مایل)   |                 | [ ۱ ]    |
| ۲۴ سپتامبر ۲۴۴۳ | ۰۱:۰۴:۴۷           | ۱۵۱        | کامل   | ۱٫۰۵۰۲ | ۰۴ دقیقه ۳۹ ثانیه | ۹°۳۶′جنوبی ۱۶۴°۰۶′شرقی / ۹٫۶°جنوبی ۱۶۴٫۱°شرقی   | ۱۶۹ کیلومتر (۱۰۵ مایل) |                 | [ ۱ ]    |
| ۱۹ مارس ۲۴۴۴    | ۲۳:۲۱:۳۸           | ۱۵۶        | حلقه‌ای | ۰٫۹۲۸۰ | ۰۷ دقیقه ۵۳ ثانیه | ۳۸°۱۸′جنوبی ۱۴۹°۰۶′غربی / ۳۸٫۳°جنوبی ۱۴۹٫۱°غربی | ۳۵۱ کیلومتر (۲۱۸ مایل) |                 | [ ۱ ]    |
| ۱۲ سپتامبر ۲۴۴۴ | ۱۷:۳۵:۳۵           | ۱۶۱        | کامل   | ۱٫۰۶۸۸ | ۰۵ دقیقه ۲۴ ثانیه | ۳۵°۴۲′شمالی ۶۷°۵۴′غربی / ۳۵٫۷°شمالی ۶۷٫۹°غربی   | ۲۶۸ کیلومتر (۱۶۷ مایل) |                 | [ ۱ ]    |
| ۸ مارس ۲۴۴۵     | ۲۲:۴۹:۳۴           | ۱۶۶        | جزئی   | ۰٫۳۸۹۱ | —                 | ۷۲°۰۶′جنوبی ۵۰°۵۴′غربی / ۷۲٫۱°جنوبی ۵۰٫۹°غربی   | —                      |                 | [ ۱ ]    |
| ۴ اوت ۲۴۴۵      | ۰۰:۲۷:۲۲           | ۱۳۳        | جزئی   | ۰٫۴۲۷۲ | —                 | ۷۰°۰۰′جنوبی ۱۴۷°۱۸′شرقی / ۷۰٫۰°جنوبی ۱۴۷٫۳°شرقی | —                      |                 | [ ۱ ]    |
| ۲ سپتامبر ۲۴۴۵  | ۰۹:۳۵:۱۳           | ۱۷۱        | جزئی   | ۰٫۴۳۴۴ | —                 | ۷۱°۴۲′شمالی ۱۵۴°۵۴′شرقی / ۷۱٫۷°شمالی ۱۵۴٫۹°شرقی | —                      |                 | [ ۱ ]    |
| ۲۷ ژانویه ۲۴۴۶  | ۱۲:۴۳:۵۱           | ۱۳۸        | حلقه‌ای | ۰٫۹۹۰۳ | ۰۰ دقیقه ۵۳ ثانیه | ۴۲°۴۲′شمالی ۱۳°۵۴′غربی / ۴۲٫۷°شمالی ۱۳٫۹°غربی   | ۷۲ کیلومتر (۴۵ مایل)   |                 | [ ۱ ]    |
| ۲۴ ژوئیه ۲۴۴۶   | ۰۸:۰۳:۱۱           | ۱۴۳        | حلقه‌ای | ۰٫۹۶۶۵ | ۰۴ دقیقه ۱۳ ثانیه | ۱۶°۰۰′جنوبی ۶۱°۵۴′شرقی / ۱۶٫۰°جنوبی ۶۱٫۹°شرقی   | ۱۴۹ کیلومتر (۹۳ مایل)  |                 | [ ۱ ]    |
| ۱۷ ژانویه ۲۴۴۷  | ۰۲:۱۴:۰۳           | ۱۴۸        | کامل   | ۱٫۰۴۱۷ | ۰۴ دقیقه ۰۳ ثانیه | ۱۱°۰۶′جنوبی ۱۵۲°۵۴′شرقی / ۱۱٫۱°جنوبی ۱۵۲٫۹°شرقی | ۱۴۱ کیلومتر (۸۸ مایل)  |                 | [ ۱ ]    |
| ۱۳ ژوئیه ۲۴۴۷   | ۰۹:۲۹:۳۵           | ۱۵۳        | حلقه‌ای | ۰٫۹۴۸۱ | ۰۶ دقیقه ۱۸ ثانیه | ۳۲°۱۲′شمالی ۴۵°۰۶′شرقی / ۳۲٫۲°شمالی ۴۵٫۱°شرقی   | ۱۹۴ کیلومتر (۱۲۱ مایل) |                 | [ ۱ ]    |
| ۶ ژانویه ۲۴۴۸   | ۱۷:۵۷:۰۷           | ۱۵۸        | کامل   | ۱٫۰۳۸۰ | ۰۲ دقیقه ۵۱ ثانیه | ۵۲°۳۶′جنوبی ۸۲°۰۰′غربی / ۵۲٫۶°جنوبی ۸۲٫۰°غربی   | ۱۴۷ کیلومتر (۹۱ مایل)  |                 | [ ۱ ]    |
| ۱ ژوئیه ۲۴۴۸    | ۱۱:۱۰:۱۶           | ۱۶۳        | حلقه‌ای | ۰٫۹۶۲۰ | ۰۲ دقیقه ۲۶ ثانیه | ۸۷°۳۶′شمالی ۱۳۵°۱۸′غربی / ۸۷٫۶°شمالی ۱۳۵٫۳°غربی | ۳۸۹ کیلومتر (۲۴۲ مایل) |                 | [ ۱ ]    |
| ۲۶ دسامبر ۲۴۴۸  | ۰۷:۱۰:۴۱           | ۱۶۸        | جزئی   | ۰٫۵۹۱۸ | —                 | ۶۶°۳۰′جنوبی ۹۴°۱۲′غربی / ۶۶٫۵°جنوبی ۹۴٫۲°غربی   | —                      |                 | [ ۱ ]    |
| ۲۲ مه ۲۴۴۹      | ۱۰:۱۹:۱۵           | ۱۳۵        | کامل   | ۱٫۰۳۲۸ | ۰۲ دقیقه ۲۴ ثانیه | ۵۴°۲۴′جنوبی ۵۹°۰۶′شرقی / ۵۴٫۴°جنوبی ۵۹٫۱°شرقی   | ۵۶۷ کیلومتر (۳۵۲ مایل) |                 | [ ۱ ]    |
| ۱۵ نوامبر ۲۴۴۹  | ۲۰:۲۳:۵۶           | ۱۴۰        | حلقه‌ای | ۰٫۹۱۸۶ | ۰۷ دقیقه ۳۵ ثانیه | ۵۴°۵۴′شمالی ۸۹°۰۶′غربی / ۵۴٫۹°شمالی ۸۹٫۱°غربی   | —                      |                 | [ ۱ ]    |
| ۱۲ مه ۲۴۵۰      | ۰۲:۲۹:۴۴           | ۱۴۵        | کامل   | ۱٫۰۷۲۲ | ۰۶ دقیقه ۱۹ ثانیه | ۵°۳۶′شمالی ۱۵۱°۴۲′شرقی / ۵٫۶°شمالی ۱۵۱٫۷°شرقی   | ۲۴۱ کیلومتر (۱۵۰ مایل) |                 | [ ۱ ]    |
| ۴ نوامبر ۲۴۵۰   | ۱۹:۴۹:۳۱           | ۱۵۰        | حلقه‌ای | ۰٫۹۳۱۸ | ۰۸ دقیقه ۳۰ ثانیه | ۰°۳۰′جنوبی ۱۰۹°۵۴′غربی / ۰٫۵°جنوبی ۱۰۹٫۹°غربی   | ۲۶۴ کیلومتر (۱۶۴ مایل) |                 | [ ۱ ]    |
| ۱ مه ۲۴۵۱       | ۱۸:۵۳:۳۷           | ۱۵۵        | کامل   | ۱٫۰۴۵۹ | ۰۳ دقیقه ۲۸ ثانیه | ۴۲°۰۶′شمالی ۱۱۴°۱۸′غربی / ۴۲٫۱°شمالی ۱۱۴٫۳°غربی | ۱۷۵ کیلومتر (۱۰۹ مایل) |                 | [ ۱ ]    |
| ۲۴ اکتبر ۲۴۵۱   | ۲۳:۰۳:۰۹           | ۱۶۰        | حلقه‌ای | ۰٫۹۷۴۶ | ۰۲ دقیقه ۲۱ ثانیه | ۳۵°۱۸′جنوبی ۱۷۸°۱۸′غربی / ۳۵٫۳°جنوبی ۱۷۸٫۳°غربی | ۱۰۱ کیلومتر (۶۳ مایل)  |                 | [ ۱ ]    |
| ۲۱ مارس ۲۴۵۲    | ۱۷:۰۱:۳۱           | ۱۲۷        | جزئی   | ۰٫۰۲۶۲ | —                 | ۶۱°۰۶′جنوبی ۲۰°۰۶′شرقی / ۶۱٫۱°جنوبی ۲۰٫۱°شرقی   | —                      |                 | [ ۱ ]    |
| ۲۰ آوریل ۲۴۵۲   | ۰۶:۵۴:۲۷           | ۱۶۵        | جزئی   | ۰٫۴۷۹۷ | —                 | ۶۱°۴۸′شمالی ۳۱°۳۰′غربی / ۶۱٫۸°شمالی ۳۱٫۵°غربی   | —                      |                 | [ ۱ ]    |
| ۱۴ سپتامبر ۲۴۵۲ | ۰۰:۴۹:۱۷           | ۱۳۲        | جزئی   | ۰٫۱۳۰۷ | —                 | ۶۱°۱۸′شمالی ۹۲°۳۰′غربی / ۶۱٫۳°شمالی ۹۲٫۵°غربی   | —                      |                 | [ ۱ ]    |
| ۱۳ اکتبر ۲۴۵۲   | ۰۹:۴۴:۰۵           | ۱۷۰        | جزئی   | ۰٫۷۵۵۳ | —                 | ۶۱°۱۸′جنوبی ۶۹°۱۸′غربی / ۶۱٫۳°جنوبی ۶۹٫۳°غربی   | —                      |                 | [ ۱ ]    |
| ۱۰ مارس ۲۴۵۳    | ۱۸:۰۹:۴۲           | ۱۳۷        | حلقه‌ای | ۰٫۹۱۷۷ | ۰۷ دقیقه ۰۴ ثانیه | ۵۳°۳۶′جنوبی ۳۹°۰۶′غربی / ۵۳٫۶°جنوبی ۳۹٫۱°غربی   | ۶۴۷ کیلومتر (۴۰۲ مایل) |                 | [ ۱ ]    |
| ۳ سپتامبر ۲۴۵۳  | ۱۷:۴۳:۴۸           | ۱۴۲        | کامل   | ۱٫۰۶۳۸ | ۰۴ دقیقه ۱۵ ثانیه | ۴۸°۰۰′شمالی ۴۹°۰۶′غربی / ۴۸٫۰°شمالی ۴۹٫۱°غربی   | ۳۱۲ کیلومتر (۱۹۴ مایل) |                 | [ ۱ ]    |
| ۲۷ فوریه ۲۴۵۴   | ۱۸:۰۱:۴۷           | ۱۴۷        | حلقه‌ای | ۰٫۹۳۹۳ | ۰۶ دقیقه ۴۰ ثانیه | ۱۷°۰۰′جنوبی ۷۷°۱۸′غربی / ۱۷٫۰°جنوبی ۷۷٫۳°غربی   | ۲۲۸ کیلومتر (۱۴۲ مایل) |                 | [ ۱ ]    |
| ۲۴ اوت ۲۴۵۴     | ۰۸:۴۸:۴۷           | ۱۵۲        | کامل   | ۱٫۰۳۱۰ | ۰۲ دقیقه ۵۰ ثانیه | ۱۱°۵۴′شمالی ۵۴°۱۸′شرقی / ۱۱٫۹°شمالی ۵۴٫۳°شرقی   | ۱۰۵ کیلومتر (۶۵ مایل)  |                 | [ ۱ ]    |
| ۱۶ فوریه ۲۴۵۵   | ۲۳:۳۶:۲۷           | ۱۵۷        | حلقه‌ای | ۰٫۹۸۵۷ | ۰۱ دقیقه ۲۵ ثانیه | ۱۷°۰۶′شمالی ۱۷۹°۳۶′غربی / ۱۷٫۱°شمالی ۱۷۹٫۶°غربی | ۵۹ کیلومتر (۳۷ مایل)   |                 | [ ۱ ]    |
| ۱۳ اوت ۲۴۵۵     | ۱۷:۵۴:۳۷           | ۱۶۲        | حلقه‌ای | ۰٫۹۷۱۶ | ۰۲ دقیقه ۵۲ ثانیه | ۳۲°۱۸′جنوبی ۱۰۴°۱۲′غربی / ۳۲٫۳°جنوبی ۱۰۴٫۲°غربی | ۱۵۸ کیلومتر (۹۸ مایل)  |                 | [ ۱ ]    |
| ۸ ژانویه ۲۴۵۶   | ۰۱:۲۱:۰۴           | ۱۲۹        | جزئی   | ۰٫۰۷۶۰ | —                 | ۶۴°۳۰′جنوبی ۴۴°۳۰′غربی / ۶۴٫۵°جنوبی ۴۴٫۵°غربی   | —                      |                 | [ ۱ ]    |
| ۶ فوریه ۲۴۵۶    | ۱۲:۰۳:۱۵           | ۱۶۷        | جزئی   | ۰٫۶۶۰۷ | —                 | ۶۲°۱۸′شمالی ۵۰°۰۶′غربی / ۶۲٫۳°شمالی ۵۰٫۱°غربی   | —                      |                 | [ ۱ ]    |
| ۳ ژوئیه ۲۴۵۶    | ۰۵:۱۳:۱۶           | ۱۳۴        | جزئی   | ۰٫۴۶۲۱ | —                 | ۶۴°۵۴′شمالی ۹۸°۰۶′غربی / ۶۴٫۹°شمالی ۹۸٫۱°غربی   | —                      |                 | [ ۱ ]    |
| ۲۷ دسامبر ۲۴۵۶  | ۱۶:۵۱:۲۵           | ۱۳۹        | کامل   | ۱٫۰۲۲۲ | ۰۱ دقیقه ۱۹ ثانیه | ۷۹°۴۸′جنوبی ۲۲°۰۰′غربی / ۷۹٫۸°جنوبی ۲۲٫۰°غربی   | ۱۵۱ کیلومتر (۹۴ مایل)  |                 | [ ۱ ]    |
| ۲۲ ژوئن ۲۴۵۷    | ۰۸:۱۶:۱۳           | ۱۴۴        | حلقه‌ای | ۰٫۹۸۲۷ | ۰۱ دقیقه ۳۲ ثانیه | ۵۳°۱۲′شمالی ۶۷°۲۴′شرقی / ۵۳٫۲°شمالی ۶۷٫۴°شرقی   | ۷۱ کیلومتر (۴۴ مایل)   |                 | [ ۱ ]    |
| ۱۷ دسامبر ۲۴۵۷  | ۰۴:۳۵:۲۷           | ۱۴۹        | حلقه‌ای | ۰٫۹۷۹۹ | ۰۲ دقیقه ۰۴ ثانیه | ۳۴°۲۴′جنوبی ۱۱۶°۱۲′شرقی / ۳۴٫۴°جنوبی ۱۱۶٫۲°شرقی | ۷۳ کیلومتر (۴۵ مایل)   |                 | [ ۱ ]    |
| ۱۱ ژوئن ۲۴۵۸    | ۱۸:۱۹:۴۰           | ۱۵۴        | کامل   | ۱٫۰۳۸۸ | ۰۴ دقیقه ۰۴ ثانیه | ۶°۱۸′شمالی ۹۰°۰۰′غربی / ۶٫۳°شمالی ۹۰٫۰°غربی     | ۱۳۶ کیلومتر (۸۵ مایل)  |                 | [ ۱ ]    |
| ۶ دسامبر ۲۴۵۸   | ۰۹:۱۴:۴۶           | ۱۵۹        | حلقه‌ای | ۰٫۹۳۱۱ | ۰۹ دقیقه ۳۴ ثانیه | ۹°۳۰′شمالی ۴۴°۴۲′شرقی / ۹٫۵°شمالی ۴۴٫۷°شرقی     | ۳۰۳ کیلومتر (۱۸۸ مایل) |                 | [ ۱ ]    |
| ۳ مه ۲۴۵۹       | ۰۲:۳۵:۵۴           | ۱۲۶        | جزئی   | ۰٫۰۲۱۴ | —                 | ۷۰°۱۸′شمالی ۴°۱۸′شرقی / ۷۰٫۳°شمالی ۴٫۳°شرقی     | —                      |                 | [ ۱ ]    |
| ۱ ژوئن ۲۴۵۹     | ۰۹:۵۹:۵۰           | ۱۶۴        | کامل   | ۱٫۰۰۳۸ | —                 | ۶۷°۴۸′جنوبی ۴۱°۱۸′شرقی / ۶۷٫۸°جنوبی ۴۱٫۳°شرقی   | —                      |                 | [ ۱ ]    |
| ۲۵ نوامبر ۲۴۵۹  | ۰۸:۴۱:۴۱           | ۱۶۹        | جزئی   | ۰٫۵۸۱۸ | —                 | ۶۸°۳۶′شمالی ۶۶°۳۰′شرقی / ۶۸٫۶°شمالی ۶۶٫۵°شرقی   | —                      |                 | [ ۱ ]    |
| ۲۱ آوریل ۲۴۶۰   | ۱۸:۰۹:۴۹           | ۱۳۶        | کامل   | ۱٫۰۲۳۶ | ۰۱ دقیقه ۳۴ ثانیه | ۶۶°۴۸′شمالی ۱۱۹°۴۸′غربی / ۶۶٫۸°شمالی ۱۱۹٫۸°غربی | ۱۵۴ کیلومتر (۹۶ مایل)  |                 | [ ۱ ]    |
| ۱۴ اکتبر ۲۴۶۰   | ۲۰:۲۵:۵۷           | ۱۴۱        | حلقه‌ای | ۰٫۹۸۱۷ | ۰۱ دقیقه ۰۹ ثانیه | ۷۳°۵۴′جنوبی ۱۵۶°۰۶′شرقی / ۷۳٫۹°جنوبی ۱۵۶٫۱°شرقی | ۳۲۸ کیلومتر (۲۰۴ مایل) |                 | [ ۱ ]    |
| ۱۱ آوریل ۲۴۶۱   | ۰۴:۱۰:۳۶           | ۱۴۶        | حلقه‌ای | ۰٫۹۷۳۲ | ۰۳ دقیقه ۰۲ ثانیه | ۱۵°۴۸′شمالی ۱۲۰°۴۸′شرقی / ۱۵٫۸°شمالی ۱۲۰٫۸°شرقی | ۹۷ کیلومتر (۶۰ مایل)   |                 | [ ۱ ]    |
| ۴ اکتبر ۲۴۶۱    | ۰۹:۰۰:۲۲           | ۱۵۱        | کامل   | ۱٫۰۴۹۵ | ۰۴ دقیقه ۳۰ ثانیه | ۱۶°۳۰′جنوبی ۴۳°۴۲′شرقی / ۱۶٫۵°جنوبی ۴۳٫۷°شرقی   | ۱۶۸ کیلومتر (۱۰۴ مایل) |                 | [ ۱ ]    |
| ۳۱ مارس ۲۴۶۲    | ۰۶:۴۹:۴۴           | ۱۵۶        | حلقه‌ای | ۰٫۹۳۰۲ | ۰۸ دقیقه ۰۷ ثانیه | ۳۱°۴۲′جنوبی ۹۶°۱۸′شرقی / ۳۱٫۷°جنوبی ۹۶٫۳°شرقی   | ۳۲۷ کیلومتر (۲۰۳ مایل) |                 | [ ۱ ]    |
| ۲۴ سپتامبر ۲۴۶۲ | ۰۱:۲۸:۰۸           | ۱۶۱        | کامل   | ۱٫۰۶۶۲ | ۰۵ دقیقه ۲۸ ثانیه | ۲۸°۰۶′شمالی ۱۷۱°۲۴′شرقی / ۲۸٫۱°شمالی ۱۷۱٫۴°شرقی | ۲۴۹ کیلومتر (۱۵۵ مایل) |                 | [ ۱ ]    |
| ۲۰ مارس ۲۴۶۳    | ۰۶:۲۷:۵۴           | ۱۶۶        | جزئی   | ۰٫۴۴۱۰ | —                 | ۷۲°۱۸′جنوبی ۱۷۹°۳۰′غربی / ۷۲٫۳°جنوبی ۱۷۹٫۵°غربی | —                      |                 | [ ۱ ]    |
| ۱۵ اوت ۲۴۶۳     | ۰۷:۳۷:۳۵           | ۱۳۳        | جزئی   | ۰٫۲۸۹۲ | —                 | ۷۰°۴۸′جنوبی ۲۷°۲۴′شرقی / ۷۰٫۸°جنوبی ۲۷٫۴°شرقی   | —                      |                 | [ ۱ ]    |
| ۱۳ سپتامبر ۲۴۶۳ | ۱۷:۱۰:۲۸           | ۱۷۱        | جزئی   | ۰٫۵۳۶۷ | —                 | ۷۲°۰۰′شمالی ۲۷°۳۶′شرقی / ۷۲٫۰°شمالی ۲۷٫۶°شرقی   | —                      |                 | [ ۱ ]    |
| ۷ فوریه ۲۴۶۴    | ۲۱:۱۷:۱۶           | ۱۳۸        | حلقه‌ای | ۰٫۹۹۴۱ | ۰۰ دقیقه ۳۱ ثانیه | ۴۵°۴۲′شمالی ۱۴۶°۲۴′غربی / ۴۵٫۷°شمالی ۱۴۶٫۴°غربی | ۴۴ کیلومتر (۲۷ مایل)   |                 | [ ۱ ]    |
| ۳ اوت ۲۴۶۴      | ۱۴:۴۳:۰۰           | ۱۴۳        | حلقه‌ای | ۰٫۹۶۲۱ | ۰۴ دقیقه ۳۲ ثانیه | ۲۴°۳۰′جنوبی ۴۱°۱۸′غربی / ۲۴٫۵°جنوبی ۴۱٫۳°غربی   | ۱۸۴ کیلومتر (۱۱۴ مایل) |                 | [ ۱ ]    |
| ۲۷ ژانویه ۲۴۶۵  | ۱۱:۰۳:۴۹           | ۱۴۸        | کامل   | ۱٫۰۴۳۵ | ۰۴ دقیقه ۱۱ ثانیه | ۸°۱۸′جنوبی ۲۰°۴۸′شرقی / ۸٫۳°جنوبی ۲۰٫۸°شرقی     | ۱۴۷ کیلومتر (۹۱ مایل)  |                 | [ ۱ ]    |
| ۲۳ ژوئیه ۲۴۶۵   | ۱۵:۵۴:۴۸           | ۱۵۳        | حلقه‌ای | ۰٫۹۴۸۲ | ۰۶ دقیقه ۳۵ ثانیه | ۲۵°۰۰′شمالی ۵۰°۳۶′غربی / ۲۵٫۰°شمالی ۵۰٫۶°غربی   | ۱۹۱ کیلومتر (۱۱۹ مایل) |                 | [ ۱ ]    |
| ۱۷ ژانویه ۲۴۶۶  | ۰۲:۴۷:۰۱           | ۱۵۸        | کامل   | ۱٫۰۳۶۶ | ۰۲ دقیقه ۴۸ ثانیه | ۵۰°۲۴′جنوبی ۱۵۰°۱۸′شرقی / ۵۰٫۴°جنوبی ۱۵۰٫۳°شرقی | ۱۴۲ کیلومتر (۸۸ مایل)  |                 | [ ۱ ]    |
| ۱۲ ژوئیه ۲۴۶۶   | ۱۷:۵۰:۵۱           | ۱۶۳        | حلقه‌ای | ۰٫۹۶۷۶ | ۰۲ دقیقه ۱۸ ثانیه | ۷۹°۳۰′شمالی ۶۵°۴۸′غربی / ۷۹٫۵°شمالی ۶۵٫۸°غربی   | ۲۲۱ کیلومتر (۱۳۷ مایل) |                 | [ ۱ ]    |
| ۶ ژانویه ۲۴۶۷   | ۱۵:۴۶:۰۹           | ۱۶۸        | جزئی   | ۰٫۵۹۳۴ | —                 | ۶۷°۳۶′جنوبی ۱۲۶°۲۴′شرقی / ۶۷٫۶°جنوبی ۱۲۶٫۴°شرقی | —                      |                 | [ ۱ ]    |
| ۲ ژوئن ۲۴۶۷     | ۱۷:۴۸:۲۴           | ۱۳۵        | جزئی   | ۰٫۹۳۱۵ | —                 | ۶۴°۳۰′جنوبی ۵۰°۴۸′غربی / ۶۴٫۵°جنوبی ۵۰٫۸°غربی   | —                      |                 | [ ۱ ]    |
| ۲۷ نوامبر ۲۴۶۷  | ۰۴:۱۰:۲۱           | ۱۴۰        | حلقه‌ای | ۰٫۹۴۳۴ | —                 | ۶۳°۴۲′شمالی ۱۵۸°۱۸′شرقی / ۶۳٫۷°شمالی ۱۵۸٫۳°شرقی | —                      |                 | [ ۱ ]    |
| ۲۲ مه ۲۴۶۸      | ۱۰:۱۵:۱۱           | ۱۴۵        | کامل   | ۱٫۰۷۴۴ | ۰۶ دقیقه ۴۱ ثانیه | ۴°۱۲′شمالی ۳۶°۰۰′شرقی / ۴٫۲°شمالی ۳۶٫۰°شرقی     | ۲۵۲ کیلومتر (۱۵۷ مایل) |                 | [ ۱ ]    |
| ۱۵ نوامبر ۲۴۶۸  | ۰۳:۲۸:۲۳           | ۱۵۰        | حلقه‌ای | ۰٫۹۳۰۴ | ۰۸ دقیقه ۵۹ ثانیه | ۱°۳۰′جنوبی ۱۳۵°۴۲′شرقی / ۱٫۵°جنوبی ۱۳۵٫۷°شرقی   | ۲۷۳ کیلومتر (۱۷۰ مایل) |                 | [ ۱ ]    |
| ۱۲ مه ۲۴۶۹      | ۰۲:۳۹:۰۷           | ۱۵۵        | کامل   | ۱٫۰۴۶۶ | ۰۳ دقیقه ۳۶ ثانیه | ۴۲°۳۶′شمالی ۱۳۲°۵۴′شرقی / ۴۲٫۶°شمالی ۱۳۲٫۹°شرقی | ۱۷۲ کیلومتر (۱۰۷ مایل) |                 | [ ۱ ]    |
| ۴ نوامبر ۲۴۶۹   | ۰۶:۵۵:۳۷           | ۱۶۰        | حلقه‌ای | ۰٫۹۷۵۰ | ۰۲ دقیقه ۱۹ ثانیه | ۳۷°۳۰′جنوبی ۶۵°۴۲′شرقی / ۳۷٫۵°جنوبی ۶۵٫۷°شرقی   | ۹۷ کیلومتر (۶۰ مایل)   |                 | [ ۱ ]    |
| ۱ مه ۲۴۷۰       | ۱۴:۲۵:۴۰           | ۱۶۵        | جزئی   | ۰٫۵۶۳۸ | —                 | ۶۲°۱۸′شمالی ۱۵۲°۵۴′غربی / ۶۲٫۳°شمالی ۱۵۲٫۹°غربی | —                      |                 | [ ۱ ]    |
| ۲۵ سپتامبر ۲۴۷۰ | ۰۸:۳۹:۵۷           | ۱۳۲        | جزئی   | ۰٫۰۳۶۵ | —                 | ۶۱°۱۸′شمالی ۱۴۱°۲۴′شرقی / ۶۱٫۳°شمالی ۱۴۱٫۴°شرقی | —                      |                 | [ ۱ ]    |
| ۲۴ اکتبر ۲۴۷۰   | ۱۷:۴۹:۲۹           | ۱۷۰        | جزئی   | ۰٫۸۲۹۸ | —                 | ۶۱°۴۲′جنوبی ۱۶۰°۵۴′شرقی / ۶۱٫۷°جنوبی ۱۶۰٫۹°شرقی | —                      |                 | [ ۱ ]    |
| ۲۲ مارس ۲۴۷۱    | ۰۱:۴۳:۳۷           | ۱۳۷        | حلقه‌ای | ۰٫۹۱۹۰ | ۰۷ دقیقه ۰۰ ثانیه | ۵۲°۵۴′جنوبی ۱۵۱°۱۸′غربی / ۵۲٫۹°جنوبی ۱۵۱٫۳°غربی | ۷۳۸ کیلومتر (۴۵۹ مایل) |                 | [ ۱ ]    |
| ۱۵ سپتامبر ۲۴۷۱ | ۰۱:۲۹:۱۱           | ۱۴۲        | کامل   | ۱٫۰۵۸۵ | ۰۳ دقیقه ۵۴ ثانیه | ۴۸°۰۰′شمالی ۱۶۲°۱۲′غربی / ۴۸٫۰°شمالی ۱۶۲٫۲°غربی | ۳۲۳ کیلومتر (۲۰۱ مایل) |                 | [ ۱ ]    |
| ۱۰ مارس ۲۴۷۲    | ۰۱:۵۲:۱۱           | ۱۴۷        | حلقه‌ای | ۰٫۹۴۳۶ | ۰۶ دقیقه ۰۸ ثانیه | ۱۳°۵۴′جنوبی ۱۶۵°۳۶′شرقی / ۱۳٫۹°جنوبی ۱۶۵٫۶°شرقی | ۲۱۲ کیلومتر (۱۳۲ مایل) |                 | [ ۱ ]    |
| ۳ سپتامبر ۲۴۷۲  | ۱۶:۱۲:۵۴           | ۱۵۲        | کامل   | ۱٫۰۲۵۵ | ۰۲ دقیقه ۱۹ ثانیه | ۱۱°۱۸′شمالی ۵۵°۲۴′غربی / ۱۱٫۳°شمالی ۵۵٫۴°غربی   | ۸۷ کیلومتر (۵۴ مایل)   |                 | [ ۱ ]    |
| ۲۷ فوریه ۲۴۷۳   | ۰۷:۵۶:۵۱           | ۱۵۷        | حلقه‌ای | ۰٫۹۹۰۷ | ۰۰ دقیقه ۵۳ ثانیه | ۱۹°۳۶′شمالی ۵۴°۳۶′شرقی / ۱۹٫۶°شمالی ۵۴٫۶°شرقی   | ۳۷ کیلومتر (۲۳ مایل)   |                 | [ ۱ ]    |
| ۲۴ اوت ۲۴۷۳     | ۰۰:۴۶:۳۲           | ۱۶۲        | حلقه‌ای | ۰٫۹۶۸۴ | ۰۳ دقیقه ۱۲ ثانیه | ۲۹°۱۸′جنوبی ۱۵۳°۳۶′شرقی / ۲۹٫۳°جنوبی ۱۵۳٫۶°شرقی | ۱۵۶ کیلومتر (۹۷ مایل)  |                 | [ ۱ ]    |
| ۱۸ ژانویه ۲۴۷۴  | ۱۰:۱۲:۱۱           | ۱۲۹        | جزئی   | ۰٫۰۶۷۳ | —                 | ۶۳°۳۶′جنوبی ۱۷۳°۳۰′شرقی / ۶۳٫۶°جنوبی ۱۷۳٫۵°شرقی | —                      |                 | [ ۱ ]    |
| ۱۶ فوریه ۲۴۷۴   | ۲۰:۴۴:۵۲           | ۱۶۷        | جزئی   | ۰٫۶۸۴۱ | —                 | ۶۱°۴۲′شمالی ۱۷۱°۰۰′شرقی / ۶۱٫۷°شمالی ۱۷۱٫۰°شرقی | —                      |                 | [ ۱ ]    |
| ۱۴ ژوئیه ۲۴۷۴   | ۱۱:۴۰:۳۰           | ۱۳۴        | جزئی   | ۰٫۳۱۸۲ | —                 | ۶۴°۰۰′شمالی ۱۵۵°۵۴′شرقی / ۶۴٫۰°شمالی ۱۵۵٫۹°شرقی | —                      |                 | [ ۱ ]    |
| ۱۳ اوت ۲۴۷۴     | ۰۲:۴۳:۵۶           | ۱۷۲        | جزئی   | ۰٫۱۳۷۹ | —                 | ۶۲°۰۶′جنوبی ۸۵°۱۲′شرقی / ۶۲٫۱°جنوبی ۸۵٫۲°شرقی   | —                      |                 | [ ۱ ]    |
| ۸ ژانویه ۲۴۷۵   | ۰۱:۳۷:۵۲           | ۱۳۹        | کامل   | ۱٫۰۱۹۶ | ۰۱ دقیقه ۱۰ ثانیه | ۷۶°۱۲′جنوبی ۱۴۱°۴۸′غربی / ۷۶٫۲°جنوبی ۱۴۱٫۸°غربی | ۱۳۶ کیلومتر (۸۵ مایل)  |                 | [ ۱ ]    |
| ۳ ژوئیه ۲۴۷۵    | ۱۵:۰۵:۲۲           | ۱۴۴        | حلقه‌ای | ۰٫۹۸۵۸ | ۰۱ دقیقه ۱۱ ثانیه | ۵۷°۱۸′شمالی ۲۷°۴۲′غربی / ۵۷٫۳°شمالی ۲۷٫۷°غربی   | ۶۲ کیلومتر (۳۹ مایل)   |                 | [ ۱ ]    |
| ۲۸ دسامبر ۲۴۷۵  | ۱۳:۰۱:۵۴           | ۱۴۹        | حلقه‌ای | ۰٫۹۷۶۰ | ۰۲ دقیقه ۲۷ ثانیه | ۳۴°۴۲′جنوبی ۷°۳۶′غربی / ۳۴٫۷°جنوبی ۷٫۶°غربی     | ۸۷ کیلومتر (۵۴ مایل)   |                 | [ ۱ ]    |
| ۲۲ ژوئن ۲۴۷۶    | ۰۱:۳۸:۲۹           | ۱۵۴        | کامل   | ۱٫۰۴۳۵ | ۰۴ دقیقه ۲۵ ثانیه | ۱۱°۰۶′شمالی ۱۶۰°۲۴′شرقی / ۱۱٫۱°شمالی ۱۶۰٫۴°شرقی | ۱۴۹ کیلومتر (۹۳ مایل)  |                 | [ ۱ ]    |
| ۱۶ دسامبر ۲۴۷۶  | ۱۷:۱۵:۱۸           | ۱۵۹        | حلقه‌ای | ۰٫۹۲۸۲ | ۱۰ دقیقه ۰۴ ثانیه | ۷°۴۲′شمالی ۷۶°۱۸′غربی / ۷٫۷°شمالی ۷۶٫۳°غربی     | ۳۱۴ کیلومتر (۱۹۵ مایل) |                 | [ ۱ ]    |
| ۱۱ ژوئن ۲۴۷۷    | ۱۷:۳۵:۲۸           | ۱۶۴        | کامل   | ۱٫۰۶۴۷ | ۰۴ دقیقه ۵۳ ثانیه | ۴۷°۴۸′جنوبی ۸۰°۴۸′غربی / ۴۷٫۸°جنوبی ۸۰٫۸°غربی   | ۶۴۲ کیلومتر (۳۹۹ مایل) |                 | [ ۱ ]    |
| ۵ دسامبر ۲۴۷۷   | ۱۶:۳۲:۰۵           | ۱۶۹        | جزئی   | ۰٫۶۱۳۶ | —                 | ۶۷°۳۰′شمالی ۶۲°۰۰′غربی / ۶۷٫۵°شمالی ۶۲٫۰°غربی   | —                      |                 | [ ۱ ]    |
| ۳ مه ۲۴۷۸       | ۰۱:۵۵:۵۹           | ۱۳۶        | کامل   | ۱٫۰۲۱۸ | ۰۱ دقیقه ۲۰ ثانیه | ۷۵°۴۲′شمالی ۱۰۷°۴۲′شرقی / ۷۵٫۷°شمالی ۱۰۷٫۷°شرقی | ۱۷۶ کیلومتر (۱۰۹ مایل) |                 | [ ۱ ]    |
| ۲۶ اکتبر ۲۴۷۸   | ۰۴:۱۸:۲۲           | ۱۴۱        | جزئی   | ۰٫۹۶۴۵ | —                 | ۷۱°۰۰′جنوبی ۱۳°۱۸′غربی / ۷۱٫۰°جنوبی ۱۳٫۳°غربی   | —                      |                 | [ ۱ ]    |
| ۲۲ آوریل ۲۴۷۹   | ۱۱:۴۰:۳۰           | ۱۴۶        | حلقه‌ای | ۰٫۹۷۳۱ | ۰۳ دقیقه ۰۱ ثانیه | ۲۲°۳۰′شمالی ۷°۳۰′شرقی / ۲۲٫۵°شمالی ۷٫۵°شرقی     | ۹۸ کیلومتر (۶۱ مایل)   |                 | [ ۱ ]    |
| ۱۵ اکتبر ۲۴۷۹   | ۱۷:۰۴:۱۱           | ۱۵۱        | کامل   | ۱٫۰۴۸۴ | ۰۴ دقیقه ۱۸ ثانیه | ۲۳°۰۰′جنوبی ۷۸°۱۸′غربی / ۲۳٫۰°جنوبی ۷۸٫۳°غربی   | ۱۶۶ کیلومتر (۱۰۳ مایل) |                 | [ ۱ ]    |
| ۱۰ آوریل ۲۴۸۰   | ۱۴:۰۷:۴۶           | ۱۵۶        | حلقه‌ای | ۰٫۹۳۲۶ | ۰۸ دقیقه ۱۸ ثانیه | ۲۴°۴۸′جنوبی ۱۶°۰۰′غربی / ۲۴٫۸°جنوبی ۱۶٫۰°غربی   | ۳۰۳ کیلومتر (۱۸۸ مایل) |                 | [ ۱ ]    |
| ۴ اکتبر ۲۴۸۰    | ۰۹:۲۷:۵۸           | ۱۶۱        | کامل   | ۱٫۰۶۳۱ | ۰۵ دقیقه ۲۶ ثانیه | ۲۱°۰۶′شمالی ۴۹°۱۲′شرقی / ۲۱٫۱°شمالی ۴۹٫۲°شرقی   | ۲۳۱ کیلومتر (۱۴۴ مایل) |                 | [ ۱ ]    |
| ۳۰ مارس ۲۴۸۱    | ۱۴:۰۰:۰۷           | ۱۶۶        | جزئی   | ۰٫۵۰۲۷ | —                 | ۷۲°۰۶′جنوبی ۵۳°۳۰′شرقی / ۷۲٫۱°جنوبی ۵۳٫۵°شرقی   | —                      |                 | [ ۱ ]    |
| ۲۵ اوت ۲۴۸۱     | ۱۴:۴۹:۲۵           | ۱۳۳        | جزئی   | ۰٫۱۵۶۸ | —                 | ۷۱°۲۴′جنوبی ۹۳°۳۰′غربی / ۷۱٫۴°جنوبی ۹۳٫۵°غربی   | —                      |                 | [ ۱ ]    |
| ۲۴ سپتامبر ۲۴۸۱ | ۰۰:۴۹:۵۱           | ۱۷۱        | جزئی   | ۰٫۶۳۰۷ | —                 | ۷۲°۰۶′شمالی ۱۰۱°۰۰′غربی / ۷۲٫۱°شمالی ۱۰۱٫۰°غربی | —                      |                 | [ ۱ ]    |
| ۱۸ فوریه ۲۴۸۲   | ۰۵:۴۸:۵۲           | ۱۳۸        | حلقه‌ای | ۰٫۹۹۸۲ | ۰۰ دقیقه ۰۹ ثانیه | ۴۹°۱۸′شمالی ۸۱°۱۲′شرقی / ۴۹٫۳°شمالی ۸۱٫۲°شرقی   | ۱۴ کیلومتر (۸٫۷ مایل)  |                 | [ ۱ ]    |
| ۱۴ اوت ۲۴۸۲     | ۲۱:۲۳:۳۶           | ۱۴۳        | حلقه‌ای | ۰٫۹۵۷۳ | ۰۴ دقیقه ۴۵ ثانیه | ۳۳°۴۲′جنوبی ۱۴۵°۴۸′غربی / ۳۳٫۷°جنوبی ۱۴۵٫۸°غربی | ۲۳۴ کیلومتر (۱۴۵ مایل) |                 | [ ۱ ]    |
| ۷ فوریه ۲۴۸۳    | ۱۹:۵۱:۵۶           | ۱۴۸        | کامل   | ۱٫۰۴۵۷ | ۰۴ دقیقه ۲۰ ثانیه | ۴°۴۸′جنوبی ۱۱۱°۱۲′غربی / ۴٫۸°جنوبی ۱۱۱٫۲°غربی   | ۱۵۵ کیلومتر (۹۶ مایل)  |                 | [ ۱ ]    |
| ۳ اوت ۲۴۸۳      | ۲۲:۲۱:۱۸           | ۱۵۳        | حلقه‌ای | ۰٫۹۴۷۹ | ۰۶ دقیقه ۵۰ ثانیه | ۱۷°۲۴′شمالی ۱۴۷°۴۲′غربی / ۱۷٫۴°شمالی ۱۴۷٫۷°غربی | ۱۹۲ کیلومتر (۱۱۹ مایل) |                 | [ ۱ ]    |
| ۲۸ ژانویه ۲۴۸۴  | ۱۱:۳۵:۵۳           | ۱۵۸        | کامل   | ۱٫۰۳۵۸ | ۰۲ دقیقه ۴۸ ثانیه | ۴۷°۱۲′جنوبی ۲۱°۳۰′شرقی / ۴۷٫۲°جنوبی ۲۱٫۵°شرقی   | ۱۳۸ کیلومتر (۸۶ مایل)  |                 | [ ۱ ]    |
| ۲۳ ژوئیه ۲۴۸۴   | ۰۰:۳۴:۳۴           | ۱۶۳        | حلقه‌ای | ۰٫۹۷۲۰ | ۰۲ دقیقه ۱۰ ثانیه | ۶۸°۵۴′شمالی ۱۶۶°۰۰′غربی / ۶۸٫۹°شمالی ۱۶۶٫۰°غربی | ۱۵۶ کیلومتر (۹۷ مایل)  |                 | [ ۱ ]    |
| ۱۷ ژانویه ۲۴۸۵  | ۰۰:۱۹:۵۳           | ۱۶۸        | جزئی   | ۰٫۵۹۶۲ | —                 | ۶۸°۳۶′جنوبی ۱۳°۰۰′غربی / ۶۸٫۶°جنوبی ۱۳٫۰°غربی   | —                      |                 | [ ۱ ]    |
| ۱۳ ژوئن ۲۴۸۵    | ۰۱:۱۶:۱۸           | ۱۳۵        | جزئی   | ۰٫۸۰۹۵ | —                 | ۶۵°۲۴′جنوبی ۱۷۲°۱۸′غربی / ۶۵٫۴°جنوبی ۱۷۲٫۳°غربی | —                      |                 | [ ۱ ]    |
| ۱۲ ژوئیه ۲۴۸۵   | ۰۹:۳۵:۰۲           | ۱۷۳        | جزئی   | ۰٫۱۲۵۹ | —                 | ۶۸°۰۰′شمالی ۱۴۵°۱۸′غربی / ۶۸٫۰°شمالی ۱۴۵٫۳°غربی | —                      |                 | [ ۱ ]    |
| ۷ دسامبر ۲۴۸۵   | ۱۲:۰۲:۰۰           | ۱۴۰        | حلقه‌ای | ۰٫۹۱۰۰ | —                 | ۶۴°۴۲′شمالی ۳۱°۱۲′شرقی / ۶۴٫۷°شمالی ۳۱٫۲°شرقی   | —                      |                 | [ ۱ ]    |
| ۲ ژوئن ۲۴۸۶     | ۱۷:۵۵:۲۸           | ۱۴۵        | کامل   | ۱٫۰۷۶۰ | ۰۶ دقیقه ۵۹ ثانیه | ۱°۴۸′شمالی ۷۸°۴۲′غربی / ۱٫۸°شمالی ۷۸٫۷°غربی     | ۲۶۳ کیلومتر (۱۶۳ مایل) |                 | [ ۱ ]    |
| ۲۶ نوامبر ۲۴۸۶  | ۱۱:۱۵:۰۸           | ۱۵۰        | حلقه‌ای | ۰٫۹۲۹۴ | ۰۹ دقیقه ۲۶ ثانیه | ۲°۰۶′جنوبی ۱۹°۱۲′شرقی / ۲٫۱°جنوبی ۱۹٫۲°شرقی     | ۲۸۰ کیلومتر (۱۷۰ مایل) |                 | [ ۱ ]    |
| ۲۳ مه ۲۴۸۷      | ۱۰:۱۶:۱۵           | ۱۵۵        | کامل   | ۱٫۰۴۶۷ | ۰۳ دقیقه ۴۳ ثانیه | ۴۲°۰۶′شمالی ۲۲°۳۶′شرقی / ۴۲٫۱°شمالی ۲۲٫۶°شرقی   | ۱۶۸ کیلومتر (۱۰۴ مایل) |                 | [ ۱ ]    |
| ۱۵ نوامبر ۲۴۸۷  | ۱۴:۵۷:۳۵           | ۱۶۰        | حلقه‌ای | ۰٫۹۷۵۶ | ۰۲ دقیقه ۱۶ ثانیه | ۳۹°۳۰′جنوبی ۵۲°۱۸′غربی / ۳۹٫۵°جنوبی ۵۲٫۳°غربی   | ۹۴ کیلومتر (۵۸ مایل)   |                 | [ ۱ ]    |
| ۱۱ مه ۲۴۸۸      | ۲۱:۴۵:۵۶           | ۱۶۵        | جزئی   | ۰٫۶۶۲۶ | —                 | ۶۲°۵۴′شمالی ۸۸°۱۸′شرقی / ۶۲٫۹°شمالی ۸۸٫۳°شرقی   | —                      |                 | [ ۱ ]    |
| ۴ نوامبر ۲۴۸۸   | ۰۲:۰۴:۵۶           | ۱۷۰        | جزئی   | ۰٫۸۸۹۸ | —                 | ۶۲°۱۸′جنوبی ۲۸°۲۴′شرقی / ۶۲٫۳°جنوبی ۲۸٫۴°شرقی   | —                      |                 | [ ۱ ]    |
| ۱ آوریل ۲۴۸۹    | ۰۹:۰۷:۵۵           | ۱۳۷        | حلقه‌ای | ۰٫۹۲۰۰ | ۰۶ دقیقه ۵۰ ثانیه | ۵۴°۲۴′جنوبی ۱۰۱°۱۸′شرقی / ۵۴٫۴°جنوبی ۱۰۱٫۳°شرقی | ۹۹۷ کیلومتر (۶۲۰ مایل) |                 | [ ۱ ]    |
| ۲۵ سپتامبر ۲۴۸۹ | ۰۹:۲۰:۲۲           | ۱۴۲        | کامل   | ۱٫۰۵۲۷ | ۰۳ دقیقه ۳۲ ثانیه | ۴۸°۳۶′شمالی ۸۲°۵۴′شرقی / ۴۸٫۶°شمالی ۸۲٫۹°شرقی   | ۳۴۱ کیلومتر (۲۱۲ مایل) |                 | [ ۱ ]    |
| ۲۱ مارس ۲۴۹۰    | ۰۹:۳۶:۱۱           | ۱۴۷        | حلقه‌ای | ۰٫۹۴۸۲ | ۰۵ دقیقه ۳۶ ثانیه | ۱۱°۰۶′جنوبی ۵۰°۰۰′شرقی / ۱۱٫۱°جنوبی ۵۰٫۰°شرقی   | ۱۹۵ کیلومتر (۱۲۱ مایل) |                 | [ ۱ ]    |
| ۱۴ سپتامبر ۲۴۹۰ | ۲۳:۴۰:۳۸           | ۱۵۲        | کامل   | ۱٫۰۱۹۵ | ۰۱ دقیقه ۴۷ ثانیه | ۱۰°۱۸′شمالی ۱۶۶°۱۲′غربی / ۱۰٫۳°شمالی ۱۶۶٫۲°غربی | ۶۷ کیلومتر (۴۲ مایل)   |                 | [ ۱ ]    |
| ۱۰ مارس ۲۴۹۱    | ۱۶:۱۱:۵۷           | ۱۵۷        | حلقه‌ای | ۰٫۹۹۶۴ | ۰۰ دقیقه ۲۰ ثانیه | ۲۲°۱۲′شمالی ۶۹°۳۶′غربی / ۲۲٫۲°شمالی ۶۹٫۶°غربی   | ۱۴ کیلومتر (۸٫۷ مایل)  |                 | [ ۱ ]    |
| ۴ سپتامبر ۲۴۹۱  | ۰۷:۴۱:۱۵           | ۱۶۲        | حلقه‌ای | ۰٫۹۶۴۶ | ۰۳ دقیقه ۳۴ ثانیه | ۲۷°۴۲′جنوبی ۵۰°۵۴′شرقی / ۲۷٫۷°جنوبی ۵۰٫۹°شرقی   | ۱۶۱ کیلومتر (۱۰۰ مایل) |                 | [ ۱ ]    |
| ۲۹ ژانویه ۲۴۹۲  | ۱۹:۰۳:۴۳           | ۱۲۹        | جزئی   | ۰٫۰۵۸۲ | —                 | ۶۲°۵۴′جنوبی ۳۱°۳۶′شرقی / ۶۲٫۹°جنوبی ۳۱٫۶°شرقی   | —                      |                 | [ ۱ ]    |
| ۲۸ فوریه ۲۴۹۲   | ۰۵:۲۲:۵۳           | ۱۶۷        | جزئی   | ۰٫۷۱۳۵ | —                 | ۶۱°۲۴′شمالی ۳۳°۰۶′شرقی / ۶۱٫۴°شمالی ۳۳٫۱°شرقی   | —                      |                 | [ ۱ ]    |
| ۲۴ ژوئیه ۲۴۹۲   | ۱۸:۰۸:۳۲           | ۱۳۴        | جزئی   | ۰٫۱۷۵۵ | —                 | ۶۳°۱۲′شمالی ۴۹°۴۸′شرقی / ۶۳٫۲°شمالی ۴۹٫۸°شرقی   | —                      |                 | [ ۱ ]    |
| ۲۳ اوت ۲۴۹۲     | ۰۹:۱۷:۴۹           | ۱۷۲        | جزئی   | ۰٫۲۷۲۳ | —                 | ۶۱°۳۶′جنوبی ۲۱°۴۸′غربی / ۶۱٫۶°جنوبی ۲۱٫۸°غربی   | —                      |                 | [ ۱ ]    |
| ۱۸ ژانویه ۲۴۹۳  | ۱۰:۲۴:۳۰           | ۱۳۹        | کامل   | ۱٫۰۱۷۴ | ۰۱ دقیقه ۰۲ ثانیه | ۷۲°۱۲′جنوبی ۹۰°۴۸′شرقی / ۷۲٫۲°جنوبی ۹۰٫۸°شرقی   | ۱۲۳ کیلومتر (۷۶ مایل)  |                 | [ ۱ ]    |
| ۱۳ ژوئیه ۲۴۹۳   | ۲۱:۵۶:۳۶           | ۱۴۴        | حلقه‌ای | ۰٫۹۸۸۲ | ۰۰ دقیقه ۵۶ ثانیه | ۶۰°۱۸′شمالی ۱۲۱°۲۴′غربی / ۶۰٫۳°شمالی ۱۲۱٫۴°غربی | ۵۵ کیلومتر (۳۴ مایل)   |                 | [ ۱ ]    |
| ۷ ژانویه ۲۴۹۴   | ۲۱:۳۰:۲۱           | ۱۴۹        | حلقه‌ای | ۰٫۹۷۲۷ | ۰۲ دقیقه ۴۶ ثانیه | ۳۳°۴۲′جنوبی ۱۳۲°۰۰′غربی / ۳۳٫۷°جنوبی ۱۳۲٫۰°غربی | ۱۰۰ کیلومتر (۶۲ مایل)  |                 | [ ۱ ]    |
| ۳ ژوئیه ۲۴۹۴    | ۰۸:۵۶:۱۶           | ۱۵۴        | کامل   | ۱٫۰۴۷۷ | ۰۴ دقیقه ۴۰ ثانیه | ۱۵°۰۰′شمالی ۵۱°۴۲′شرقی / ۱۵٫۰°شمالی ۵۱٫۷°شرقی   | ۱۶۰ کیلومتر (۹۹ مایل)  |                 | [ ۱ ]    |
| ۲۸ دسامبر ۲۴۹۴  | ۰۱:۱۹:۲۹           | ۱۵۹        | حلقه‌ای | ۰٫۹۲۵۷ | ۱۰ دقیقه ۲۲ ثانیه | ۶°۵۴′شمالی ۱۶۱°۴۸′شرقی / ۶٫۹°شمالی ۱۶۱٫۸°شرقی   | ۳۲۳ کیلومتر (۲۰۱ مایل) |                 | [ ۱ ]    |
| ۲۳ ژوئن ۲۴۹۵    | ۰۱:۰۸:۰۶           | ۱۶۴        | کامل   | ۱٫۰۶۹۶ | ۰۵ دقیقه ۳۹ ثانیه | ۳۷°۱۲′جنوبی ۱۶۲°۳۶′شرقی / ۳۷٫۲°جنوبی ۱۶۲٫۶°شرقی | ۴۶۴ کیلومتر (۲۸۸ مایل) |                 | [ ۱ ]    |
| ۱۷ دسامبر ۲۴۹۵  | ۰۰:۲۷:۳۹           | ۱۶۹        | جزئی   | ۰٫۶۳۸۹ | —                 | ۶۶°۲۴′شمالی ۱۶۸°۴۸′شرقی / ۶۶٫۴°شمالی ۱۶۸٫۸°شرقی | —                      |                 | [ ۱ ]    |
| ۱۳ مه ۲۴۹۶      | ۰۹:۳۴:۲۵           | ۱۳۶        | کامل   | ۱٫۰۱۸۵ | ۰۱ دقیقه ۰۲ ثانیه | ۸۱°۰۰′شمالی ۷۰°۲۴′غربی / ۸۱٫۰°شمالی ۷۰٫۴°غربی   | ۲۴۳ کیلومتر (۱۵۱ مایل) |                 | [ ۱ ]    |
| ۵ نوامبر ۲۴۹۶   | ۱۲:۲۰:۲۳           | ۱۴۱        | جزئی   | ۰٫۹۱۷۳ | —                 | ۷۰°۱۲′جنوبی ۱۴۶°۲۴′غربی / ۷۰٫۲°جنوبی ۱۴۶٫۴°غربی | —                      |                 | [ ۱ ]    |
| ۲ مه ۲۴۹۷       | ۱۹:۰۱:۵۲           | ۱۴۶        | حلقه‌ای | ۰٫۹۷۲۷ | ۰۲ دقیقه ۵۹ ثانیه | ۲۹°۱۲′شمالی ۱۰۳°۱۲′غربی / ۲۹٫۲°شمالی ۱۰۳٫۲°غربی | ۱۰۰ کیلومتر (۶۲ مایل)  |                 | [ ۱ ]    |
| ۲۶ اکتبر ۲۴۹۷   | ۰۱:۱۵:۲۳           | ۱۵۱        | کامل   | ۱٫۰۴۷۲ | ۰۴ دقیقه ۰۶ ثانیه | ۲۹°۰۶′جنوبی ۱۵۸°۳۰′شرقی / ۲۹٫۱°جنوبی ۱۵۸٫۵°شرقی | ۱۶۴ کیلومتر (۱۰۲ مایل) |                 | [ ۱ ]    |
| ۲۱ آوریل ۲۴۹۸   | ۲۱:۱۷:۱۲           | ۱۵۶        | حلقه‌ای | ۰٫۹۳۵۱ | ۰۸ دقیقه ۲۶ ثانیه | ۱۷°۵۴′جنوبی ۱۲۵°۵۴′غربی / ۱۷٫۹°جنوبی ۱۲۵٫۹°غربی | ۲۸۰ کیلومتر (۱۷۰ مایل) |                 | [ ۱ ]    |
| ۱۵ اکتبر ۲۴۹۸   | ۱۷:۳۴:۴۴           | ۱۶۱        | کامل   | ۱٫۰۵۹۷ | ۰۵ دقیقه ۲۱ ثانیه | ۱۴°۳۶′شمالی ۷۴°۳۰′غربی / ۱۴٫۶°شمالی ۷۴٫۵°غربی   | ۲۱۵ کیلومتر (۱۳۴ مایل) |                 | [ ۱ ]    |
| ۱۰ آوریل ۲۴۹۹   | ۲۱:۲۲:۳۹           | ۱۶۶        | جزئی   | ۰٫۵۷۹۷ | —                 | ۷۱°۴۸′جنوبی ۷۰°۴۸′غربی / ۷۱٫۸°جنوبی ۷۰٫۸°غربی   | —                      |                 | [ ۱ ]    |
| ۵ سپتامبر ۲۴۹۹  | ۲۲:۰۵:۱۹           | ۱۳۳        | جزئی   | ۰٫۰۳۴۰ | —                 | ۷۱°۵۴′جنوبی ۱۴۴°۱۲′شرقی / ۷۱٫۹°جنوبی ۱۴۴٫۲°شرقی | —                      |                 | [ ۱ ]    |
| ۵ اکتبر ۲۴۹۹    | ۰۸:۳۶:۲۳           | ۱۷۱        | جزئی   | ۰٫۷۱۱۹ | —                 | ۷۱°۵۴′شمالی ۱۲۸°۳۶′شرقی / ۷۱٫۹°شمالی ۱۲۸٫۶°شرقی | —                      |                 | [ ۱ ]    |
| ۱ مارس ۲۵۰۰     | ۱۴:۱۴:۴۷           | ۱۳۸        | مرکب   | ۱٫۰۰۲۶ | ۰۰ دقیقه ۱۲ ثانیه | ۵۳°۵۴′شمالی ۵۰°۴۲′غربی / ۵۳٫۹°شمالی ۵۰٫۷°غربی   | ۲۱ کیلومتر (۱۳ مایل)   |                 | [ ۱ ]    |
| ۲۶ اوت ۲۵۰۰     | ۰۴:۰۸:۱۶           | ۱۴۳        | حلقه‌ای | ۰٫۹۵۱۸ | ۰۴ دقیقه ۵۳ ثانیه | ۴۳°۴۸′جنوبی ۱۰۶°۵۴′شرقی / ۴۳٫۸°جنوبی ۱۰۶٫۹°شرقی | ۳۱۳ کیلومتر (۱۹۴ مایل) |                 | [ ۱ ]    |